# Ломоносов, Михаил Васильевич
Михаи́л Васи́льевич Ломоно́сов (8 [19] ноября 1711, Мишанинская, Архангелогородская губерния — 4 [15] апреля 1765, Санкт-Петербург[…]) — первый крупный русский учёный-естествоиспытатель, известный также как полимат. Статский советник, профессор химии (1745), действительный член Санкт-Петербургской Императорской академии наук (1745), почётный член Петербургской Академии художеств (1763), почётный член Королевской Шведской (1760) и Болонской академий наук (1764). Самая знаменитая личность, связанная с российским Просвещением.
Яркий пример «универсального человека» (homo universalis), проявил себя как энциклопедист, физик, химик, астроном, географ, геолог, приборостроитель, металлург, поэт, историк, историограф, генеалог, филолог, лингвист, художник и во многих других сферах.
Его кафедра в Академии наук была посвящена химии. Вошёл в науку как первый химик, который дал физической химии определение, весьма близкое к современному, и предначертал обширную программу физико-химических исследований; его молекулярно-кинетическая теория тепла во многом предвосхитила современное представление о строении материи и многие фундаментальные законы, в числе которых — одно из начал термодинамики. Основоположник научного мореплавания и физической химии. Заложил основы науки о стекле. Открыл наличие атмосферы у планеты Венера.
Сыграл основополагающую роль в формировании русского литературного языка (наряду с Н. М. Карамзиным и А. С. Пушкиным, и последовавшими за ними классиками русской литературы). Оценивается как великий реформатор русского языка, определивший пути его дальнейшего развития в статусе языка национального. Поборник развития отечественных наук, экономики, образования, в частности, разработал проект Московского университета, впоследствии названного в его честь. Один из основателей славянской школы, направления российской историографии, представители которого стремились доказать глубокую древность и исконную высокую цивилизованность славян и русских; один из создателей антинорманизма — южнобалтийской (прусской) гипотезы.

## Биография

### Хронология
- 1731—1734 — учёба в Славяно-греко-латинской академии: 1731 — класс пиитики, 1732 — класс риторики, 1734 — класс философии.
- 1734—1735 — учёба в Киево-Могилянской академии: на протяжении нескольких месяцев слушал философские лекции Иеронима Миткевича, а также лекции по математике и физике. Мнение о том, что Ломоносов учился в Киево-Могилянской академии, подвергнуто многими исследователями большому сомнению, мало того, некоторые из них отрицают даже его присутствие там.
- 1735 — вернулся из Киева в Москву, в Славяно-греко-латинскую академию.
- 1735 — в ноябре отобран в числе 12 учеников для определения в Академию наук. Избраны были: из богословского класса Василий Лебедев, Яков Виноградов, Яков Несмеянов; из философии Михаил Ломоносов, Александр Чадов, Дмитрий Виноградов, Иван Голубцев; из риторики Прокопий Шишкарев, Семён Старков; из пиитики Алексей Барсов, Михаил Коврин, Никита Попов.
- 1736 — 2 января вместе с одиннадцатью товарищами представлен в Академии наук и художеств в Санкт-Петербурге отставным прапорщиком Василием Поповым, который и привёз их из Москвы.
- 1736 — 12 января зачислен студентом в Академический университет.
- 1736 — 4 октября для обучения горному делу и металлургии направлен в Германию.
- 1736—1739 — обучался в Марбургском университете.
- 1737 — с января слушал курс механики профессора Христиана фон Вольфа и курс теоретической химии профессора Ю. Г. Дуйзинга.
- 1739 — в феврале заключил гражданский брак с дочерью квартирной хозяйки Елизавете-Христине Цильх; Марбургский государственный архив, отделение «Марбургская родословная книга», т. III.
- 1740 — 8 ноября родилась дочь; 9 ноября — крещена в церкви реформатской общины с именем Екатерина-Елизавета.
- 1739—1740 — под руководством Иоганна Фридриха Генкеля обучался горному делу.
- 1740 — 26 мая обвенчался в церкви реформатской общины Марбурга с Елизаветой-Христиной Цильх[29].
- 1740 — в конце мая, направляясь на родину, под Дюссельдорфом «показался пруссакам годною рыбою на их уду» и обманом «забрит» был в рекруты, но в октябре бежал, прибыл через Арнгейм и Утрехт в Амстердам, далее — в Гаагу и только после возвращения вновь в Амстердам оттуда отправился морем в Россию[30].
- 1741 — 8 июня вернулся в Санкт-Петербург.
- 1741 — 10 июня направлен к профессору ботаники и естественной истории Иоганну Амману для изучения естествознания и приступил к составлению Каталога собраний минералов и окаменелостей Минерального кабинета Кунсткамеры. В том же году учёного избрали профессором по химии в Петербургской академии.
- 1741 — 22 декабря в Марбурге у Ломоносова родился сын, названный при крещении Иваном[31].
- 1742 — 8 января определён адъюнктом физического класса Академии наук и художеств в Санкт-Петербурге.
- 1745 — 25 июля назначен профессором химии[32], что соответствует статусу действительного члена Академии наук и художеств в Санкт-Петербурге. Он стал первым русским академиком в области естествознания[33].
- 1746 — 20 июня впервые прочитал на русском языке публичные лекции по физике.
- 1748 — создал первую в России научно-исследовательскую и учебную химическую лабораторию.
- 1748—1757 — проводил в химической лаборатории работы по изготовлению цветных стёкол и красок, химическому анализу руд.
- 1749 — 21 февраля родилась дочь Елена.
- 1752—1753 — в химической лаборатории читал первый в истории курс лекций по физической химии.
- 1753 — основана стекольная фабрика в деревне Усть-Рудица.
- 1755 — при участии Ломоносова 25 января учреждён Московский университет, для которого он составил первоначальный проект.
- 1756 — отстаивает права низшего русского сословия на образование в Академической гимназии и Академическом университете.
- 1757 — 1 января назначен советником Канцелярии Императорской Академии наук и художеств в Санкт-Петербурге. В том же году переехал с казённой академической квартиры в собственный дом на Мойке.
- 1757 — Синод потребовал приостановить научную деятельность Ломоносова, призвавшего «особливо не ругать наук в проповедях»

Пётр Петрович Пекарский. История Академии наук. Т. II. СПб.: 1873. С. 671.
- 1758 — стал руководителем Исторического собрания, Географического департамента, Академического университета и Академической гимназии.
- 1759 — занимался устройством Академической гимназии и составлением устава для неё и Академического университета, при этом всеми силами отстаивая права низших сословий на образование.
- 1760 — 30 апреля Шведская королевская академия наук избрала Ломоносова своим почётным членом[34].
- 1761 — 26 мая установил впервые наличие атмосферы на Венере.
- 1763 — 10 октября избран членом Академии трёх знатнейших художеств (за мозаичные работы).
- 1764 — 17 апреля избран почётным членом Академии наук Болонского института.
- 1765 — 4 апреля скончался от воспаления лёгких в собственном доме в Петербурге на реке Мойке.
- 1765 — 8 апреля похоронен на Лазаревском кладбище Александро-Невской лавры[35].

### Происхождение
Родился 8 (19) ноября 1711 года в деревне Мишанинская Куростровской волости Двинского уезда Архангелогородской губернии в зажиточной семье Василия Дорофеевича (1681—1741) и дочери просвирницы погоста Николаевских Матигор Елены Ивановны (урождённой Сивковой) (?—1720) Ломоносовых. Отец, по отзыву сына, был по натуре человек добрый, но «в крайнем невежестве воспитанный». Мать Ломоносова умерла очень рано, когда ему было девять лет. В 1721 году отец женился на Феодоре Михайловне Усковой. Летом 1724 года и она умерла. Через несколько месяцев, возвратившись с промыслов, отец женился в третий раз — на вдове Ирине Семёновне (в девичестве Корельской). Для тринадцатилетнего Ломоносова третья жена отца оказалась «злой и завистливой мачехой».
Начал помогать отцу с десяти лет. Вместе они ходили рыбачить в Белое море и до Соловецких островов. Нередкие опасности плавания закаляли физические силы юноши и обогащали его ум разнообразными наблюдениями. Влияние природы русского севера легко усмотреть не только в языке Ломоносова, но и в его научных интересах: «вопросы северного сияния, холода и тепла, морских путешествий, морского льда, отражения морской жизни на суше — всё это уходит далеко вглубь, в первые впечатления молодого помора».
Сам Ломоносов сообщил о своём происхождении на допросе 4 сентября 1734 года в канцелярии московского синодального правления: «Рождением-де он, Михайло Архангелогородской губернии Двинского уезда дворцовой Куростровской деревни крестьянина Василия Дорофеева сын, и тот-де его отец и поныне в той деревне обретается с прочими крестьяны и положен в подушный оклад». Исторических документов, в которых М. В. Ломоносов именовал себя или своих родственников «поморами», не существует. Он — крестьянин по сословному состоянию и двинянин по местному региональному определению. Локализация «двинянин», то есть житель Двинского уезда, согласуется с определением «двинские жители» («двинской народ»), используемым младшим современником М. В. Ломоносова местным историком архангелогородцем Василием Васильевичем Крестининым (1729—1795). Биографом, который впервые сделал из М. В. Ломоносова «помора», был русский историк В. И. Ламанский (1833—1914). К 100-летию смерти учёного он в 1863 году издал его биографию, в которой впервые в биографической литературе назвал М. В. Ломоносова «помором». В. И. Ламанский с начала 1860-х годов занимался историей Российской академии наук. Не являясь специалистом по истории Русского Севера, он тем не менее был чрезвычайно талантливым и плодовитым историком, потому написанная им биография Ломоносова повлияла на всё последующее биографическое «ломоносововедение».

### Начальное образование
Грамоте обучил Михаила Ломоносова дьячок местной Дмитровской церкви С. Н. Сабельников. «Вратами учёности», по его собственному выражению, для него делаются «Грамматика» Мелетия Смотрицкого, «Арифметика» Леонтия Филипповича Магницкого, «Псалтирь рифмотворная» Симеона Полоцкого. В четырнадцать лет юный Ломоносов грамотно и чётко писал.
Жизнь Ломоносова в родном доме делалась невыносимой, наполненной постоянными ссорами с мачехой. Особенно ожесточала мачеху страсть Ломоносова к книгам. Узнав, что отец хочет женить его, Ломоносов решил уйти в Москву. Он притворился больным, свадьбу пришлось отложить.

### Образование в Москве и Киеве (1731—1735)
7 декабря 1730 года в Холмогорской воеводской канцелярии Михаил Ломоносов получил паспорт, и 15 декабря в возрасте 19 лет отправляется вместе с рыбным обозом из Холмогор в Москву. Относительно этой даты имеются также разночтения: в документе «Показание о своем происхождении, данное при допросе в Ставленническом столе Московской Синодального правления канцелярии. 1734 сентября 4» иная — 8 декабря 1725 года (ЦГАДА, ф. Московской Синодальной конторы, № 245, лл. 16—17); что касается отсутствия единого мнения о самовольном или «дозволенном отцом» уходе, естественно, в официальном документе первый вариант не мог быть указан, и остаётся только верить сведениям самого М. В. Ломоносова о его бегстве; но косвенно документ, воспроизводимый Николаем Алексеевичем Любимовым («в бегах»), это подтверждает. Однако выданный Холмогорской воеводской канцелярией паспорт косвенно же противоречит версии о «бегстве» — документ этот выдавался как и сейчас, совершеннолетнему — самостоятельному человеку.
Путешествие в Москву выглядело как бегство, поскольку будущий учёный покинул дом ночью, тайно, ни с кем не простившись. Долгое время его считали беглым. Ломоносов взял с собой, помимо одежды (две рубахи и тулуп), лишь подаренные ему соседом «Грамматику» Смотрицкого и «Арифметику» Магницкого. Отправился он пешком, нагнав караван лишь на третий день, и упросил рыбаков разрешить ему идти вместе с ними. Путешествие до Москвы заняло три недели, и в начале января 1731 года Ломоносов прибыл в Москву.
15 января 1731 зачислен учеником в Славяно-греко-латинскую академию в Москве. Чтобы поступить в «Спасские школы», то есть в Славяно-греко-латинскую академию, Ломоносову пришлось подделать документы и выдать себя «за сына холмогорского дворянина».
В письме Ивану Ивановичу Шувалову от 10 мая 1753 года он вспоминает обстоятельства своей жизни того времени и рассказывает о страстной тяге своей к учёбе, бедности («один алтын в день») и насмешках малолетних одноклассников.
Ломоносов зарекомендовал себя как прилежный ученик. В библиотеке Заиконоспасского монастыря он читал летописи, патристику и другие богословские книги, — издания светского содержания и философские, и даже — физические и математические сочинения; «находимыя в оной книги утвердили его в языке славянском». Современные исследователи отмечают глубокое знакомство Ломоносова с самыми разными жанрами древнерусской литературы.
В 1734 году отправился в Киев, где на протяжении нескольких месяцев обучался в Киево-Могилянской академии, но не найдя там совершенно материалов по физике и математике, он «прилежно перечитывал летописи и творения святых отцов».

### Первый петербургский период
В 1735 году, не дойдя ещё до богословского класса, Ломоносов был вместе с другими двенадцатью учениками Спасского училища отправлен в Петербург и зачислен в студенты университета при Академии наук. Несмотря на увлечение естественными науками, ранее хотел стать священником и заниматься науками как священник. Годом ранее, ещё до окончания Спасского училища он утверждал, что его отец — тоже священник, и просил поэтому направить его священником-миссионером в Оренбургскую экспедицию. Вспомнили, что при поступлении он об этом не говорил. Был отправлен запрос в Холмогоры. Руководство решило не отчислять Ломоносова, хотя он и говорил неправду, что нехорошо характеризовало будущего священника, но при получении запроса на перевод способных к естествознанию семинаристов в Академию наук в Петербурге среди них оказался и М. В. Ломоносов.
В первые дни пребывания в Петербурге Ломоносов и его товарищи поселились при самой Академии наук, а в дальнейшем переехали на жительство в снятое Академией каменное здание новгородской епархии на 1-й линии Васильевского острова, около Невы. Для них были куплены простые деревянные кровати с тюфяками, по одному маленькому столу и стулу, на всех — три платяных и три книжных шкафа. Им были выданы необходимые одежда, обувь, бельё и т. д. Одним из существенных пробелов в их образовании было то, что они не знали немецкого языка, распространённого в то время в Академии. Занятия начались с изучения немецкого языка, которому их обучал ежедневно учитель Христиан Герман.
Под руководством Василия Евдокимовича Адодурова он начал изучать математику, у профессора Георга Вольфганга Крафта знакомился с экспериментальной физикой, самостоятельно изучал стихосложение. По свидетельству ранних биографов, в течение этого довольно непродолжительного периода обучения в Петербургской академии Ломоносов «слушал начальные основания философии и математики и прилежал к тому с крайнею охотою, упражняясь между тем и в стихотворении, но из сих последних его трудов ничего в печать не вышло. Отменную оказал склонность к экспериментальной физике, химии и минералогии».

### Учёба за границей (1736—1740)
В феврале 1736 года президент Академии наук Иоганн Альбрехт Корф обратился в Кабинет министров с предложением послать несколько способных молодых людей во Фрайберг (Саксония) для обучения их там химии и горному делу. 5 марта Корф в дополнение к своему предложению сообщил Кабинету, что за границу могут быть посланы три ученика, включая М. Ломоносова. 13 марта Кабинет, согласившись с Корфом, издал распоряжение о направлении предложенных им учеников «в Фрейбург к берг-физику Генкелю». Позднее, 15 июня Корф решил направить их сначала на два года в Марбург (Гессен), для того, чтобы они сначала изучили там основы металлургии, химии и других наук. 19 сентября Ломоносов отправился на корабле из Петербурга, 3 ноября прибыл в Марбург и в том же месяце начал слушать лекции по теоретической и практической химии у доктора медицины Конради.
Переехав в Германию, Ломоносов поселяется в доме вдовы немецкого пивовара, на дочери которой он впоследствии женился.
За границей Ломоносов обучался пять лет: около трёх лет в Марбургском университете, под руководством знаменитого Христиана Вольфа, и около года во Фрайберге, у Иоганна Фридриха Генкеля; около года провёл он в переездах, был в Голландии.
Помимо заявленного обучения, Ломоносов укрепил свои знания немецкого языка, обучался французскому и итальянскому языкам, танцам, рисованию и фехтованию. В период обучения в Марбургском университете Ломоносов начал собирать свою первую библиотеку, потратив на книги значительную часть выдававшихся денег. Весьма внушителен список художественной литературы, вошедшей в это его первое собрание; здесь и античность, и современные авторы: Анакреонт, Сапфо, Вергилий, Луций Анней Сенека, Овидий, Марк Валерий Марциал, Цицерон, Плиний Младший, Помей (фр. François-Antoine Pomey), Эразм Роттердамский, Франсуа де Салиньяк Фенелон, Джонатан Свифт, Иоганн Христиан Гюнтер, «Избранные и лучшие письма французских писателей, переведённые на немецкий язык» (Гамбург, 1731), «Вновь расширенное поэтическое руководство, то есть кратко изложенное введение в немецкую поэзию» Иоганна Гюбнера (Лейпциг, 1711) и другие.
1737—1738 годы Ломоносов посвятил занятиям различными науками. Его первая студенческая работа по физике «О превращении твёрдого тела в жидкое, в зависимости от движения предшествующей жидкости».
Весной 1739 года Ломоносов представил ещё одну работу «Физическая диссертация о различии смешанных тел, состоящих в сцеплении корпускул», в которой рассматривались вопросы о строении материи и намечались контуры новой корпускулярной физики и химии.
Изучение естественных наук Ломоносов успешно сочетал с литературными занятиями. В Марбурге он познакомился с новейшей немецкой литературой. Ломоносов занимался с увлечением не только теоретическим изучением западноевропейской литературы, но и практической работой над стихотворными переводами.
Жизнь Ломоносова и его товарищей за границей осложнялась из-за неурядиц с пересылкой денег на их содержание и обучение. Средства от Академии наук поступали нерегулярно, и студентам приходилось жить в долг.
К началу 1739 года Ломоносов и его товарищи завершили своё обучение в Марбурге. К этому времени от него уже забеременела дочь хозяйки, 19-летняя Елизавета Цильх, с которой он сыграл свадьбу в Марбурге по реформатскому обряду 26 мая 1740 года. Первая их дочь, Екатерина, родилась до свадьбы и считалась незаконнорождённой. Вскоре из Петербурга пришло предписание готовиться к отъезду во Фрайберг к Генкелю для изучения металлургии и горного дела.
Пять дней потребовалось русским студентам на дорогу до Фрайберга. 14 июля 1739 года они прибыли в этот старейший горнозаводской центр Саксонии.
После относительно независимой и свободной университетской жизни в Марбурге русские студенты попали в полное подчинение к строгому и педантичному Иоганну Фридриху Генкелю. Обучение Генкель начал с занятий минералогией и металлургией. Преподавание строилось в основном на практических занятиях: посещение рудников и металлургических заводов сопровождалось объяснениями производственных процессов. Здесь Ломоносов познакомился с устройством рудников, способами укрепления шахт, подъёмными машинами. Позднее, в своей книге «Первые основания металлургии, или рудных дел», Ломоносов широко использовал знания и опыт, приобретённый во Фрайберге.
Первая серьёзная ссора с наставником разразилась в конце декабря 1739 года. Поводом послужил отказ Ломоносова выполнить черновую работу[прояснить], которую ему поручил Генкель. Весной, когда Ломоносов и его коллеги после очередного скандала пришли просить денег на своё содержание, Генкель им отказал. Отношения оказались окончательно испорчены.

### Возвращение в Россию
В начале мая 1740 года Ломоносов, оставив некоторые свои книги товарищам и захватив с собой небольшие пробирные весы с гирьками, навсегда покинул Фрайберг. Ломоносов рассчитывал с помощью барона Германа Карла фон Кейзерлинга, русского посланника, уехать в Россию. Но, прибыв в Лейпциг, где, по его расчётам, должен был находиться посланник, Ломоносов не застал его там. Затем он решил возвращаться в Россию морским путём через Голландию, встретив в Амстердаме земляков из России, он решает ехать назад через Марбург, некоторое время изучал металлургию в Лейдене, но по дороге был схвачен и насильно завербован в прусскую армию, оказался в казарме в Везеле, прослужил несколько недель и смог оттуда сбежать (дезертировать).
В октябре 1740 года Ломоносов опять в Марбурге, где вновь живёт в доме тёщи. Возвратился Ломоносов в Петербург через порт Любек, который покинул в мае 1741 года.

### Второй Петербургский период

#### Адъюнкт
8 июня в 1741 году 30-летний Ломоносов вернулся в Петербург, оставив жену в Марбурге. В России он никому не рассказывал о своей женитьбе и почти 2 года не вспоминал о своей жене, пока она не нашла его через российское посольство. Узнав о запросе от жены, Ломоносов не стал отрицать факта брака и способствовал её переезду в Петербург.
10 июня 1741 года был направлен к профессору ботаники и естественной истории Иоганну Амману для изучения естествознания. Будучи студентом и не получая никакого жалования, Ломоносов под руководством Аммана приступил к составлению Каталога собраний минералов и окаменелостей Минерального кабинета Кунсткамеры.
24 августа 1741 года Ломоносов представил на прочтение академиков две диссертации: одну по физике и другую по химии. Он надеялся, что их одобрят, а их автора, согласно данному Академией обещанию при отправке его за границу, произведут в экстраординарные профессора. Но месяцы сменялись месяцами, а Ломоносов всё не получал никакого назначения. В ожидании он занялся переводами статей профессора физики Георга Вольфганга Крафта.
Наконец, 25 ноября 1741 года на престол вступила императрица Елизавета Петровна. Убеждённый в том, что императрица не намерена покровительствовать иноземцам, Ломоносов решается подать прошение на высочайшее имя о своём назначении. На этот раз прошение возымело надлежащее действие, и Иван Данилович Шумахер поторопил академиков высказать своё мнение о диссертациях Ломоносова.
8 января 1742 года секретарь канцелярии уже подписал следующее постановление:

Понеже сей проситель, студент Михайло Ломоносов, специмен своей науки ещё в июле месяце прошлого 1741 году в конференцию подал, который от всех профессоров оной конференции так опробован, что сей специмен и в печать произвесть можно; к тому ж покойный профессор Амман — его, Ломоносова, канцелярии рекомендовал; к тому же оный Ломоносов в переводах с немецкого и латинского на российский язык довольно трудился, а жалованья и места поныне ему не определено; то до дальнейшего указа из Правительствующего сената и нарочного Академии определения быть ему Ломоносову, адъюнктом физического класса. А жалованья определяется ему с 1742 года, января с 1 числа, по 360 рублей на год, счисляя в то число квартиру, дрова и свечи.

Вступив в должность, Ломоносов почти тотчас же обратился с предложением устроить химическую лабораторию, которой до сих пор ещё не было при Академии наук. Но это первое предложение не обратило на себя никакого внимания.
Согласно приводимому Сергеем Михайловичем Соловьёвым тексту жалобы на Ломоносова, тот, явившись в Академию наук, «поносил профессора Христиана Николы фон Винсгейма и всех прочих профессоров многими бранными и ругательными словами, называя их плутами и другими скверными словами, <…> грозил он профессору Винсгейму, ругая его всякою скверною бранью, что он ему зубы поправит». В апреле 1743 года Ломоносов за своё недостойное поведение при академических распрях, происходивших между «русской» и «немецкой» партиями, был посажен под домашний арест.
Только 12 января 1744 года Сенат, заслушав доклад Следственной комиссии, постановил: «Оного адъюнкта Ломоносова для его довольного обучения от наказания освободить, а во объявленных им продерзостях у профессоров просить прощения» и жалованье ему в течение года выдавать «половинное». В это время из Германии приезжает жена Елизавета.

#### Профессор
25 июля 1745 года специальным указом 34-летнему Ломоносову было присвоено звание профессора химии. Его диссертация называлась «О металлическом блеске». По табели о рангах он становился чиновником VII класса и получал дворянский статус. В том же году он хлопочет о разрешении читать публичные лекции на русском языке; в 1746 году — о наборе студентов из семинарий, «об умножении переводных книг», о практическом приложении естественных наук. В то же время Ломоносов усиленно ведёт свои занятия в области минералогии, физики и химии, печатает на латинском языке длинный ряд научных трактатов.
В 1748 году при Академии возникают Исторический Департамент и Историческое Собрание, в заседаниях которого профессор химии Ломоносов начинает вести полемику с Герхардом Фридрихом Миллером. Он предъявляет Миллеру обвинения в умышленном принижении русского народа в научных исследованиях. Ломоносов представляет ряд записок и проектов с целью «приведения Академии Наук в доброе состояние», усиленно проводя мысль о «недоброхотстве учёных иноземцев к русскому юношеству», к его обучению.
В 1749 году, в торжественном собрании Академии Наук, Ломоносов произносит «Слово похвальное императрице Елизавете Петровне», имевшее большой успех; с этого времени Ломоносов начинает пользоваться большим вниманием при дворе. В 1753 году Ломоносову, при помощи Ивана Ивановича Шувалова, удаётся устроить фабрику мозаики. Для этих целей 6 мая 1753 года императрица Елизавета жалует Ломоносову мызу Усть-Рудица и четыре окрестных деревни в Копорском уезде (Шишкина, Калищи, Перекули, Липова).
В том же году Ломоносов хлопочет об устройстве опытов над электричеством, о пенсии семье профессора Георга Вильгельма Рихмана, который погиб в 1753 году во время электрического эксперимента; особенно озабочен Ломоносов тем, чтобы «сей случай (смерть Рихмана во время физических опытов) не был протолкован противу приращения наук».
В 1754 году Ломоносов, недовольный тем, что премия за решение объявленной Академией наук задачи досталась Ульриху Христофору Сальхову, в сердцах отказался от кафедры химии: Миллер его слова об отказе заведовать кафедрой химии внёс в протокол, и кафедра была передана Сальхову. Лишённый лаборатории, Ломоносов с этого времени вынужден был заниматься химией у себя дома и в Усть-Рудицах.
Ломоносов сближается с фаворитом императрицы Елизаветы Петровны Иваном Ивановичем Шуваловым, что создаёт ему массу завистников, во главе которых стоит Иван Данилович Шумахер. Под влиянием Ломоносова совершается в 1755 году открытие Московского университета, для которого он составляет первоначальный проект, основываясь на «учреждениях, узаконениях, обрядах и обыкновениях» иностранных университетов. В 1756 году Ломоносов отстаивает права низшего русского сословия на образование в гимназии и университете.

#### Коллежский советник
13 февраля 1757 года 46-летний профессор Ломоносов получает чин коллежского советника. По табели о рангах он становился чиновником VI класса. Новым местом его службы стала канцелярия Академии, он ведал научными и учебными департаментами. Назначенный в 1758 году главой Географического департамента Академии наук, Ломоносов начинает работу по составлению нового «Атласа российского» и добивается рассылки во все губернии географических анкет, сведения из которых могли бы помочь в создании различных карт. В 1759 году он занят устройством гимназии и составлением устава для неё и университета при Академии, причём, опять всеми силами отстаивает права низших сословий на образование, возражая на раздававшиеся вокруг него голоса: «куда с учёными людьми?». Учёные люди — доказывает Ломоносов, — нужны «для Сибири, для горных дел, фабрик, сохранения народа, архитектуры, правосудия, исправления нравов, купечества, единства чистые веры, земледельства и предзнания погод, военного дела, хода севером и сообщения с ориентом (востоком)». В то же время идут занятия Ломоносова по Географическому Департаменту; под влиянием его сочинения «О северном ходу в Ост-Индию Сибирским океаном» в 1764 году снаряжается экспедиция в Сибирь. В конце жизни Ломоносов был избран почётным членом Стокгольмской (1760) и Болонской (1764) академий наук.

### Смерть
Ломоносов умер 4 (15) апреля 1765 года на 54-м году жизни от воспаления лёгких. Незадолго до смерти Ломоносова его посетила императрица Екатерина II,

чем подать благоволила новое Высочайшее уверение о истинном люблении и попечении своём о науках и художествах в отечестве.
— «Санкт-Петербургские ведомости», 1764
На следующий день после смерти Ломоносова его библиотека и бумаги были по приказанию Екатерины II опечатаны Григорием Орловым, перевезены в его дворец и исчезли бесследно. Уже современники связывали изъятие документов с боязнью «выпустить в чужие руки» бумаги Ломоносова.
Ломоносов был похоронен 8 (19) апреля 1765 года в Александро-Невской лавре на Лазаревском кладбище (II уч., Ломоносовская дорожка). Надгробие Ломоносову, поставленное канцлером Воронцовым — стела из каррарского мрамора с латинской и русской эпитафией и аллегорическим рельефом. Мастер Ф. Медико (Каррара) по эскизу Якоба Штелина, 1760-е годы.

## Семья и потомки
С ноября 1736 года (после 4 числа) Михаил Ломоносов жил в доме вдовы марбургского пивовара, члена городской думы и церковного старосты Генриха Цильха, Екатерины-Елизаветы Цильх (урождённой Зергель). Через два с небольшим года, в феврале 1739-го, Михаил Ломоносов женился на её дочери Елизавете-Христине Цильх (1720—1766). 8 ноября 1739 года у них родилась дочь, получившая при крещении имя Екатерина-Елизавета. 26 мая 1740 года Михаил Ломоносов и Елизавета-Христина Цильх обвенчались в церкви реформатской общины Марбурга. Сын М. В. и Е.-Х. Ломоносовых, родившийся в Германии 22 декабря 1741 года, и получивший при крещении имя Иван, умер в Марбурге в январе 1742 года (до 28 числа, когда был погребён). В 1743 году (не позднее ноября) Елизавета-Христина Ломоносова с дочерью Екатериной-Елизаветой и братом Иоганном Цильхом приехала в Санкт-Петербург. Первая дочь Ломоносовых умерла в 1743 году (о третьем их ребёнке, якобы также умершем, сведения недостоверны). 21 февраля 1749 года в Санкт-Петербурге у них родилась дочь Елена. Так как Михаил Васильевич не имел сыновей, линия рода Ломоносовых, которую он представлял, пресеклась.
Единственная оставшаяся в живых дочь Елена Михайловна Ломоносова (1749—1772) вышла замуж за Алексея Алексеевича Константинова, домашнего библиотекаря императрицы Екатерины II. В этом браке родились сын Алексей (ок. 1767—1814) и три дочери: Софья (1769—1844), Екатерина (ок. 1771—1846) и Анна (ок. 1772—1864). Софья Алексеевна Константинова вышла замуж за Николая Николаевича Раевского-старшего, генерала, героя Отечественной войны 1812 года.

## Деятельность в области естественных и технических наук
Оптика и теплота, электричество и тяготение, метеорология и искусство, география и металлургия, история и химия, философия и литература, геология и астрономия — во все эти области науки Ломоносов внёс существенный вклад.

### Естествознание
Основной областью своей деятельности М. В. Ломоносов считал химию, но как показывает его наследие, эта дисциплина, вступая на разных этапах его творчества во взаимодействие с другими разделами естествознания, оставалась в неразрывной связи с ними в контексте всего разнообразия его исследований, которые, в свою очередь, пребывали во взаимосвязи между собой. Такое логическое единство является следствием понимания им единства природы и существования немногих фундаментальных законов, лежащих в основе всего целостного многообразия явлений. Это логическое единство демонстрируют не только его труды, относящиеся к естественным наукам и философии — оно прослеживается между ними и его поэтическим творчеством. А учитывая вышесказанное, не только потому, что в отдельных случаях оно становится «прикладным» по отношению к ним, выполняя функцию своеобразной «рекламы» — когда он использовал весь дар своего красноречия, ища поддержки изысканий, в целесообразности которых был твёрдо убеждён и страстно заинтересован и как естествоиспытатель-теоретик, и как последовательный практик («Письмо о пользе Стекла»). Учёный мечтал построить всю свою «Натуральную философию» на основе объединяющих идей, в частности, на основе идеи о «коловратном» (вращательном) движении частиц.
М. В. Ломоносов своей «корпускулярной философией» не только подвергает критике наследие алхимии и ятрохимии, но, выдвигая продуктивные идеи, использовавшиеся им на практике — формирует новую теорию, которой суждено было стать фундаментом современной науки.
Показателен пример фундаментальной многосторонности его интересов, «дальнобойности ума» — по словам Николая Николаевича Качалова, причём относится он, этот пример, к области, занимавшей далеко не первостепенное место в круге интересов М. В. Ломоносова.
Василий Васильевич Докучаев в 1901 году написал по поводу теории происхождения чернозёмов:

На днях проф. Вернадский получил поручение от Московского университета разобрать сочинения Ломоносова, и я с удивлением узнал от проф. Вернадского, что Ломоносов давно уже изложил в своих сочинениях ту теорию, за защиту которой я получил докторскую степень, и изложил, надо признаться, шире и более обобщающим образом.

Инициатор и организатор первых Академических экспедиций по изучению России.

#### Молекулярно-кинетическая теория тепла
Одним из выдающихся естественнонаучных достижений М. В. Ломоносова является его молекулярно-кинетическая теория тепла.
М. В. Ломоносов обращает внимание научного сообщества на то, что ни расширение тел по мере нагревания, ни увеличение веса при обжиге, ни фокусировка солнечных лучей линзой — не могут быть качественно объяснены теорией теплорода. Связь тепловых явлений с изменениями массы отчасти и породила представление о том, что масса увеличивается вследствие того, что материальный теплород проникает в поры тел и остаётся там. Но, спрашивает М. В. Ломоносов, почему при охлаждении тела теплород остаётся, а сила тепла теряется?
Опровергая одну теорию, М. В. Ломоносов предлагает другую, в которой с помощью бритвы Оккама он отсекает лишнее понятие теплорода. Вот логические выводы М. В. Ломоносова, по которым, «достаточное основание теплоты заключается»:
1. «в движении какой-то материи» — так как «при прекращении движения уменьшается и теплота», а «движение не может произойти без материи»;
2. «во внутреннем движении материи», так как недоступно чувствам;
3. «во внутреннем движении собственной материи» тел, то есть «не посторонней»;
4. «во вращательном движении частиц собственной материи тел», так как «существуют весьма горячие тела без» двух других видов движения «внутреннего поступательного и колебательного», например, раскалённый камень покоится (нет поступательного движения) и не плавится (нет колебательного движения частиц).

«Таким образом, мы доказали a priori и подтвердили a posteriori, что причиною теплоты является внутреннее вращательное движение связанной материи».
Эти рассуждения имели огромный резонанс в европейской науке. Теория, как и полагается, более критиковалась, нежели принималась учёными. В основном критика была направлена на следующие стороны теории:
1. Частицы М. В. Ломоносова обязательно шарообразны, что не принимали европейские учёные (по мнению Рене Декарта, прежде все частицы были кубические, но после стёрлись до шаров);
2. Утверждение, что колебательное движение влечёт распад тела и потому не может служить источником тепла — тем не менее, общеизвестно, что частицы колоколов колеблются веками и колокола не рассыпаются;
3. Если бы тепло путём вращения частиц передавалось лишь передачей действия, имеющегося у тела, другому телу, то «б и куча пороху не загоралась» от искры;
4. И так как, вследствие затухания вращательного движения при передаче его от одной частицы к другой «теплота Ломоносова купно с тем движением пропала; но сие печально б было, наипаче в России»[79].

«Коловратное движение»

Все сии диссертации не токмо хороши, но и весьма превосходны, ибо он [Ломоносов] пишет о материях физических и химических весьма нужных, которые по ныне не знали и истолковать не могли самые остроумные люди, что он учинил с таким успехом, что я совершенно уверен в справедливости его изъяснений. При сём случае г. Ломоносову должен отдать справедливость, что имеет превосходное дарование для изъяснения физических и химических явлений. Желать должно, чтоб и другия Академии в состоянии были произвести такия откровения, как показал г. Ломоносов. Эйлер в ответ к его сиятельству г. президенту 1747 года.

М. В. Ломоносов утверждает, что все вещества состоят из корпускул — молекул, которые являются «собраниями» элементов — атомов. В своей диссертации «Элементы математической химии» (1741; не закончена) учёный даёт такие определения: «Элемент есть часть тела, не состоящая из каких-либо других меньших и отличающихся от него тел… Корпускула есть собрание элементов, образующее одну малую массу».
В более поздней работе (1748) он вместо «элемента» употребляет слово «атом», а вместо «корпускула» — партикула (лат. particula) — «частица» или «молекула» (лат. molecula). «Элементу» он придаёт современное ему значение — в смысле предела делимости тел — последней составной их части. Древние говорили: «Как слова состоят из букв, так и тела — из элементов». Атомы и молекулы (элементы и корпускулы) у М. В. Ломоносова часто также — «физические нечувствительные частицы», чем подчёркивает, что эти частицы чувственно неощутимы. М. В. Ломоносов указывает на различие «однородных» корпускул, то есть состоящих из «одинакового числа одних и тех же элементов, соединённых одинаковым образом», и «разнородных» — состоящих из различных элементов. Тела, состоящие из однородных корпускул, то есть простые тела, он называет началами (лат. principium).
Своей корпускулярно-кинетической теорией тепла М. В. Ломоносов предвосхитил многие гипотезы и положения, сопутствовавшие дальнейшему развитию атомистики и теорий строения материи. В его тезисах, логических построениях и доказательствах можно наблюдать следующие аналогии с представлениями, ставшими актуальными более чем сто лет спустя: атомы — шарообразные вращающиеся частицы — следующий шаг был сделан только с гипотезой электрона (1874; точнее, ещё позже — с появлением модели вращательного движении частиц вокруг ядра — электронная конфигурация, вращательная симметрия), увеличение скорости вращения сказывается повышением температуры, а покой — предвосхищает мысль об абсолютном нуле и невозможности его достижения. К близким выводам о природе теплоты в 1778 году полуэмпирически подступает Бенджамин Румфорд. Второе начало термодинамики — 1850; по Джеймсу Прескотту Джоулю (1844) теплота — следствие вращательного движения молекул; зависимость между теплотой и механической энергией, механическая теория тепла — в уравнениях Уильяма Джона Рэнкина и Рудольфа Юлиуса Эммануэля Клаузиуса — при обосновании второго закона термодинамики, в рассмотрении химических процессов. М. В. Ломоносов, при ошибочной исходной тезе о соприкосновении частиц (но — вращательном!), тем не менее, впервые использует геометрическую модель для доказательства, связанного с формой, строением и взаимодействием разной величины шарообразных атомов; опытным путём вплотную приблизился к открытию водорода; дал кинетическую модель идеального газа, по отдельным положениям, при ряде поправок — соответствующую принятой в дальнейшем; демонстрирует зависимость между объёмом и упругостью воздуха (см. закон Бойля-Мариотта), тут же указывает на дискретность её для воздуха при сильном его сжатии, что определяет конечный размер его молекул — настоящая мысль применена Яном Дидериком Ван-дер-Ваальсом в выводе уравнения реального газа; рассматривая тепло и свет (1756—1757), М. В. Ломоносов приходит к выводам о вращательном («коловратном») распространении частиц тепла и волновом («зыблющемся») — частиц света (в 1771 году тепловое излучение, «лучистую теплоту», рассматривает Карл Вильгельм Шееле); русский учёный говорит об одном происхождении света и электричества, что, при определённых поправках на общие представления времени, сопоставимо с положениями электромагнитной теории Джеймса Клерка Максвелла. Некоторые из этих утверждений в той или иной форме в дальнейшем высказывались другими учёными, в едином рассмотрении — никем. Справедливость этих аналогий и предшествие гипотез М. В. Ломоносова достаточно убедительно показаны химиком и историком науки Николаем Александровичем Фигуровским и многими другими учёными.
Вращательное движение М. В. Ломоносов положил в основу своей «Натуральной философии», как один из фундаментальных принципов мироздания. При всём умозрительно-философском характере и логике идей М. В. Ломоносова (учёный достаточно широко использовал и математический аппарат; но математика сама по себе не есть «абсолютный гарант достоверности» — достоверны должны быть исходные) это неслучайно. Джозайя Уиллард Гиббс заявляет: «Математик может говорить всё, что ему заблагорассудится, физик должен сохранять хоть толику здравого смысла»; приблизительно об этом же говорит Пьер Дюэм, они убедительны и справедливы (это отмечал, как мы видим, и математик Леонард Эйлер) и хорошо согласуются с последовавшими через многие десятилетия открытиями — подобно открытию продолжателя его — Дмитрия Ивановича Менделеева, который, не зная строения атома, дал фундаментальный закон, которым впоследствии руководствовались те, кто постигал именно это строение.
Выводы механической теории теплоты, подтвердив саму её, впервые обосновали гипотезу об атомно-молекулярном строении материи — атомистика получила объективные естественнонаучные доказательства. С корпускулярной теорией и молекулярно-кинетическими взглядами М. В. Ломоносова напрямую связано его понимание актуальности закона сохранения вещества и силы (или движения). Принцип сохранения силы (или движения) для него стал начальной аксиомой в рассмотрении им аргументов в обосновании молекулярного теплового движения. Принцип этот регулярно применяется им в ранних работах. В диссертации «О действии химических растворителей вообще» (1743) он пишет: «Когда какое-либо тело ускоряет движение другого, то сообщает ему часть своего движения; но сообщить часть движения оно не может иначе, как теряя точно такую же часть». Аналогичны соображения о принципе сохранения вещества, показывающего несостоятельность теории теплорода. Руководствуясь им, М. В. Ломоносов выступает с критикой идей Р. Бойля о преобразовании огня в «стойкую и весомую» субстанцию. В «Материалах для биографии Ломоносова» в документе № 165 — видим, что учёный пишет в декабре 1756 года: «В Химии: 1) Между разными химическими опытами, которых журнал на 13 листах, деланы опыты в заплавленных накрепко стеклянных сосудах, чтобы исследовать: прибывает ли вес металлов от чистого жару. Оными опытами нашлось, что славного Роберта Боция (ошибка — следует читать, конечно, Бойля) мнение ложно, ибо без пропущения внешнего воздуха вес сожжённого металла остаётся в одной мере…». В 1774 году Антуан Лоран Лавуазье опубликует работу, в которой описаны аналогичные опыты; позднее им был сформулирован и опубликован закон сохранения вещества — результаты опытов М. В. Ломоносова не были опубликованы, поэтому о них стало известно только через сто лет.
В письме к Леонарду Эйлеру он формулирует свой «всеобщий естественный закон» (5 июля 1748 года), повторяя его в диссертации «Рассуждение о твёрдости и жидкости тел» (1760):
...Все перемены, в натуре случающиеся, такого суть состояния, что сколько чего у одного тела отнимется, столько присовокупится к другому, так ежели где убудет несколько материи, то умножится в другом месте... Сей всеобщий естественный закон простирается и в самые правила движения, ибо тело, движущее своею силою другое, столько же оные у себя теряет, сколько сообщает другому, которое от него движение получает.
Являясь противником теории флогистона, М. В. Ломоносов, тем не менее, вынужден был делать попытки согласования её со своей «корпускулярной философией» (например, объясняя механизм окисления и восстановления металлов, «состав» серы — рационального понимания явлений не было, отсутствовала научная теорией горения — ещё не был открыт кислород), что было естественно в современной ему всеобщей «конвенциональности» относительно теории «невесомых флюидов» — иначе он не только не был бы понят, но его идеи вообще не были бы приняты к рассмотрению. Но учёный уже подвергает критике Георга Эрнста Шталя: «Так как восстановление производится тем же, что и прокаливание, даже более сильным огнём, то нельзя привести никакого основания, почему один и тот же огонь то внедряется в тела, то из них уходит».
Основные сомнения М. В. Ломоносова связаны с вопросом невесомости флогистона, который, удаляясь при кальцинации из металла, даёт возрастание веса продукта прокаливания — в чём учёный усматривает явное противоречие «всеобщему естественному закону». М. В. Ломоносов оперирует флогистоном как материальным веществом, которое легче воды — по существу указывая на то, что это — водород. В диссертации «О металлическом блеске» (1745) он пишет: «…При растворении какого-либо неблагородного металла, особенно железа, в кислотных спиртах из отверстия склянки вырывается горючий пар, который представляет собой не что иное, как флогистон, выделившийся от трения растворителя с молекулами металла (ссылка на „Диссертацию о действии химических растворителей вообще“) и увлечённый вырывающимся воздухом с более тонкими частями спирта. Ибо: 1) чистые пары кислых спиртов невоспламенимы; 2) извести металлов, разрушившихся при потере горючих паров, совсем не могут быть восстановлены без добавления какого-либо тела, изобилующего горючей материей». К аналогичному выводу («горючий воздух» — флогистон, позднее названный водородом), более 20 лет спустя пришёл английский учёный Генри Кавендиш, который был уверен, что его открытие разрешает все противоречия теории флогистона. Идентичный вывод М. В. Ломоносова в работе «О металлическом блеске» (1751) «остался незамеченным».

#### Физическая химия
В 1740-х годах М. В. Ломоносов в «собственноручных черновых тетрадях» «Введение в истинную физическую химию» (лат. Prodromus ad verum Chimium Physicam), и «Начало физической химии потребное молодым, желающим в ней совершенствоваться» (лат. Tentamen Chymiae Physicae in usum studiuosae juventutis adornatum) уже дал абрис будущего курса новой науки, более строго оформившийся к январю 1752 года, о чём учёный пишет в итогах 1751 года: «Вымыслил некоторые новые инструменты для Физической Химии», а в итогах 1752 года — «диктовал студентам и толковал сочинённые мною к Физической Химии пролегомены на латинском языке, которые содержатся на 13 листах в 150 параграфах, со многими фигурами на шести полулистах». Тогда М. В. Ломоносовым была намечена огромная программа изучения растворов, которая не полностью реализована и по сию пору.
М. В. Ломоносовым были заложены основы физической химии, когда он сделал попытку объяснения химических явлений на основе законов физики и его же теории строения вещества. Он пишет:
Физическая химия, есть наука, объясняющая на основании положений и опытов физики то, что происходит в смешанных телах при химических операциях.
Леонард Эйлер говорит о М. В. Ломоносове не только и не столько как о сформировавшем новую научную методику, сколько как о первенствующем в основоположении новой науки — физической химии вообще:
Сколь много я удивлялся проницательности и глубине вашего остроумия в изъяснении крайне трудных химических вопросов; так равномерно ваше письмо мне было приятно... Из сочинений ваших с превеликим удовольствием усмотрел я, что в истолковании химических действий далече от принятого у Химиков порядка отступили, и с обширным искусством в практике высокое знание с обширным искусством всюду соединяете. По сему не сумневаюсь, чтобы вы нетвёрдыя ещё и сомнительные основания сия науки не привели к совершенной достоверности, так что ей после место в Физике по справедливости дано может быть.
Важной особенностью той науки, основу которой заложил М. В. Ломоносов, явился его метод, подразумевающий исследование связи физических и химических явлений. Постоянно занимаясь практической наукой, он находит подтверждение в ней своим теоретическим воззрениям, но не только тому служит эксперимент — учёный применяет его для развития практики как таковой, опирающейся на понимание закономерностей тех или иных процессов. Настоящая методика касается не только химии и физики, но и вопросов химизма, сопровождающего электрические опыты и оптические явления — свойств объектов исследования, химического их состав и молекулярного строения. Все эти факторы говорят о хорошо осознанной, разработанной и последовательно применяемой системе взглядов и приёмов, которая, с точки зрения теории познания даёт корректное экспериментальное подтверждение гипотезам, способным вследствие того становиться основой теории. Этот методологический круг можно определить, перефразируя самого учёного, как «оживляющий» теорию и делающий практику «зрячей».

#### Наука о стекле
В своей Химической лаборатории М. В. Ломоносов в 1752—1753 годах впервые за всю историю науки читал курс физической химии студентам академического университета. А разрешение на строительство этой лаборатории он смог получить только после трёхлетних усилий — это была первая научно-исследовательская и учебная лаборатория в России.
... без лаборатории принуждён только одним чтением химических книг и теориею довольствоваться, а практику почти вовсе оставить и для того от ней со временем отвыкнуть. — М. В. Ломоносов
В октябре 1748 года, когда она, наконец, была построена, и получила оборудование, изготовленное по чертежам и проектам самого учёного, он начал проводить в ней экспериментальные исследования по химии и технологии силикатов, по обоснованию теории растворов, по обжигу металлов, а также — осуществлял пробы руд.
Здесь он провёл более 4 тысяч опытов. Им разработана технология цветных стёкол (прозрачных и «глухих» — смальт). Эту методику он применил в промышленной варке цветного стекла и при создании изделий из него.
Стекольное производство того времени имело в своём распоряжении весьма скудный ассортимент реактивов, что, конечно, сказывалось на окраске изделий: производившееся Санкт-Петербургским стеклянным заводом было в основном бесцветно, или окрашено в синий и зелёный цвета. Немецкий стеклодел Иоганн Кункель ещё в XVII веке обладал секретом красного стекла — «золотого рубина» (известен ещё в Древнем Риме — включение золота при варке). Но и Кункель унёс в могилу свою тайну. М. В. Ломоносов был одним из первых, кто разгадал эту рецептуру.
Учёный работал со стёклами и другими силикатными расплавами ещё в процессе изучения им технологии горнорудного и металлического дела в Германии. В 1751 году Санкт-Петербургский Стеклянный завод через Академию наук заказал исследования по разработке цветных стёкол М. В. Ломоносову.
Эмпирическая технология стеклоделия тогда применялась только практиками, не владевшими никакими научными методами. М. В. Ломоносов и его однокашник Дмитрий Иванович Виноградов, создатель русского фарфора, первыми заявляют о необходимости знания химии для создания стёкол. М. В. Ломоносов сумел доказать необходимость лабораторного и производственного персонала.
Важной стороной ломоносовской методологии явилась присущность ему качеств отличного систематизатора, что сказывалось на теоретической упорядоченности исследований и строго последовательном, контролируемом технологическом цикле.
В четырёхлетних фундаментальных научных исследованиях по химии стекла, проводившихся М. В. Ломоносовым, и потребовавших упомянутых четырёх тысяч опытов, можно наблюдать три крупных этапа:
- Расширение ассортимента исходных материалов.
- Получение сравнительно чистых разных минеральных красителей — посредством химической обработки природных и искусственных соединений.
- Изучение действия красителей на стекло.

Работы проводились на чрезвычайно высоком методическом уровне, для каждого из вышеозначенных факторов производилась большая самостоятельная серия опытов, когда количественное участие его систематически изменялось в очень широких пределах. Были правильно организованы опытные плавки (точные размеры тиглей — современные практически не отличаются от использовавшихся М. В. Ломоносовым); строго соблюдалось единообразие условий опытов; впервые в практике соблюдалась строгая дозировка компонентов; точное навешивание; строгая и аккуратная, контролируемая система хранения тысяч эталонных образцов; регулярное и неукоснительное ведение подробного лабораторного журнала (самим М. В. Ломоносовым); впервые очень чётко сформулирован вопрос о влиянии состава стекла на его свойства. Сейчас целесообразность такой постановки исследования очевидна, но в то время это было новаторством — теоретическая часть особенно интересовала учёного. Он пишет: «…прилагаю я возможное старание, чтобы делать стёкла разных цветов, которые бы помянутым художествам годны были и в том имею нарочитые прогрессы. При всех сих практических опытах записываю и те обстоятельства, которые надлежат до химических теорий».
Одновременно он занимается и теорией цвета, что пребывает в отчётливой связи с настоящими и другими его исследованиями. Он интересовался природой света и цветов с самого начала своей научной деятельности. Тогда же, в ходе размышлений о природе цветов, им был задуман ряд опытов с цветными стёклами. И в согласовании со своими теоретическими исследованиями эти эксперименты М. В. Ломоносов получил возможность проводить с 1748 года в своей Химической лаборатории, когда им были получены такие стёкла, рецептуры которых нашли применение впоследствии, при создании его мозаичных работ. Результатом этого комплекса научных исследований явилось также создание им собственной теории света и цвета, основывающейся на представлении о распространении света посредством колебания частиц эфира, заполняющего мировое пространство (уже в XIX веке академик Б. Б. Голицын назовёт её «теорией волнения»).
Множество разнообразно окрашенных стёкол было получено М. В. Ломоносовым при весьма ограниченном наборе элементов, использовавшихся в качестве включений, влиявших на цветность (ныне применяющиеся с этой целью хром, уран, селен, кадмий, попросту ещё не были открыты в то время) — очень искусно варьируя приёмы химической обработки в восстановительных и окислительных условиях при изменении состава стекла за счёт введения свинца, олова, сурьмы и некоторых других веществ.
Богатейшие красные тона получены в результате добавки меди для смальт, называемых мастерами мозаики «скарцетами» и «лаками». Очень большого умения требует их варка, которая до сих пор не всегда бывает успешной. Медь использовалась учёным также для получения зелёных и бирюзовых оттенков. И поныне знатоки мозаичного искусства очень высоко ценят полихромные качества ломоносовских смальт, и многие считают, что таких замечательных красных и зелёных оттенков крайне редко и мало кому удавалось получить.
И вот слова Л. Эйлера, подтверждающие признание роли М. В. Ломоносова в основании науки о стекле — и не только в его отечестве:
Как я всегда удивляюсь счастливому твоему остроумию, которым в толь разных науках превосходствуешь и натуральныя явления с особливым успехом изъясняешь, так приятно было мне известие... Достойное вас дело есть что вы стеклу возможные цветы дать можете. Здешние химики сие изобретение за превеликое дело почитают.
В 1753—1754 годах недалеко от Ораниенбаума в деревне Усть-Рудицы Копорского уезда М. В. Ломоносов получает для строительства стекольной фабрики земельный надел, а в 1756 году земли были ему жалованы в вечное пользование. При постройке этой фабрики учёный проявляет свои инженерные и конструкторские способности, начиная с выбора места строительства, расчётов строительных материалов и ориентации на первоклассные ямбургские пески и достаточное количество леса для стеклоплавильных печей и пережигания на золу; — проектирования цехов завода, детальной разработки технологического процесса, конструирования лабораторных и производственных печей, оригинальных станков и инструментов; — и кончая оформлением графических материалов, которые выполняются им также собственноручно или при непосредственном его руководстве. Усть-Рудицкая фабрика представляла собой своеобразное и в полной мере новое стекольное промышленное предприятие, и поскольку руководил ею создатель науки о стекле, ведущее место отведено было лаборатории, причём находившейся в процессе эксперимента и в постоянном совершенствовании. Первоначально на фабрике выпускался только бисер, пронизка, стеклярус и мозаичные составы (смальты). Через год появляются различные «галантерейные изделия»: гранёные камни, подвески, броши и запонки. С 1757 года фабрика начинает выпускать столовые сервизы, туалетные и письменные приборы — всё из разноцветного стекла, по большей части бирюзового. Постепенно, по прошествии нескольких лет, было налажено производство крупных вещей: дутых фигур, цветников, украшений для садов, литых столовых досок.
Эта страница деятельности М. В. Ломоносова — яркий пример органичного сочетания всего разнообразия его способностей: как увлечённого учёного-теоретика, в совершенстве владеющего экспериментом, практика, очень удачно реализующего найденное в ходе расчётов и опытов, умелого организатора производства, вдохновенного художника-дилетанта, наделённого природным вкусом, умеющего с толком применить свои познания и в этой области. Но и сим не исчерпывается многосторонняя творческая натура — М. В. Ломоносов написал беспрецедентное поэтическое произведение, единственное в своём роде; имеется в виду объём версификации, посвящённой одному предмету, в данном случае, веществу и материалу — стеклу — почти 3 тысячи слов (около 15 тысяч знаков) составило его «Письмо о пользе Стекла к высокопревосходительному господину генералу-поручику действительному Ея Императорскаго Величества камергеру, Московскаго университета куратору, и орденов Белаго Орла, Святаго Александра и Святыя Анны кавалеру Ивану Ивановичу Шувалову, писанное в 1752 году»…
Неправо о вещах те думают, Шувалов,

Которые Стекло чтут ниже Минералов,

Приманчивым лучем блистающих в глаза:

Не меньше польза в нём, не меньше в нём краса.

...

Далече до конца Стеклу достойных хвал,

На кои целый год едва бы мне достал.

Затем уже слова похвальны оставляю

И что о нём писал, то делом начинаю.

#### Астрономия, опто-механика и приборостроение
26 мая 1761 года, наблюдая прохождение Венеры по солнечному диску, М. В. Ломоносов обнаружил наличие у неё атмосферы.
При выступлении Венеры из Солнца, когда передний её край стал приближаться к солнечному краю и был (как просто глазом видеть можно) около десятой доли  диаметра Венеры, тогда появился на краю Солнца пупырь, который тем явственнее учинился, чем ближе Венера к выступлению приходила. Вскоре оный пупырь потерялся, и Венера оказалась вдруг без края.
Интересен и другой эффект, наблюдавшийся астрономами с приближением диска Венеры к внешнему краю диска Солнца или при удалении от него. Данное явление, открытое Ломоносовым, не было удовлетворительно истолковано, и его, по всей видимости, следует расценивать как зеркальное отражение Солнца атмосферой планеты — особенно велико оно при незначительных углах скольжения, при нахождении Венеры вблизи Солнца. Учёный описывает его следующим образом:
Ожидая вступления Венерина на Солнце около сорока минут после предписанного в эфемеридах времени, увидел наконец, что солнечный край чаемого вступления стал неявственен и несколько будто стушёван, а прежде был весьма чист и везде ровен. Полное выхождение, или последнее прикосновение Венеры заднего края к Солнцу при самом выходе, было также с некоторым отрывом и с неясностью солнечного края.
Труд М. В. Ломоносова «Явление Венеры на Солнце, наблюдённое в Санкт-Петербургской Императорской Академии Наук Майя 26 дня 1761 года» (Санкт-Петербург: Типография Академии наук, 1761) был напечатан на русском и немецком языках (нем. Erscheinung der Venus vor der Sonne beobachtet bei der Kaiserlichen Akademie der Wissenschaften: Aus dem Russischen übersetzt. St. Petersburg, 1761) и, следовательно, результаты были известны в Западной Европе, поскольку публикации Академии рассылались в её крупнейшие научные центры, однако открытие атмосферы на Венере приписывалось Иоганну Иерониму Шрётеру и Фредерику Уильяму Гершелю. Председатель Американского химического общества профессор Колумбийского университета А. Смит в 1912 году писал: «Открытие, сделанное при этом Ломоносовым о наличии атмосферы на этой планете, обычно приписывают Шретеру и Гершелю». Любопытно, что сам М. В. Ломоносов этому открытию не придавал большого значения, во всяком случае, оно даже не упомянуто в составленном им списке работ, которые он относил к наиболее важным в своём научном творчестве (см. раздел «Итог»).
Академик С. И. Вавилов, изучавший труды Ломоносова, сделал вывод, что «…по объёму и оригинальности своей оптико-строительной деятельности Ломоносов был … одним из самых передовых оптиков своего времени и, безусловно, первым русским творческим опто-механиком».
Ломоносовым было сконструировано и построено более десятка принципиально новых оптических приборов, создана русская школа научной и прикладной оптики. М. В. Ломоносов создал катоптрико-диоптрическую зажигательную систему; трубу «для сгущения света», названную им «ночезрительной трубой», предназначавшуюся для рассмотрения на море удалённых предметов в ночное время или, как говорится в его статье тому посвящённой «Физическая задача о ночезрительной трубе» (1758) — служившую возможности «различать в ночное время скалы и корабли» — 13 мая 1756 года он демонстрировал её на заседании Академического собрания (этот проект вызвал ряд возражений со стороны академиков Степана Яковлевича Румовского, А. Н. Гиршова и Н. И. Попова, а академик Франц Ульрих Теодор Эпинус пытался доказать «невыполнимость на практике» этого изобретения), М. В. Ломоносов до конца своих дней продолжал заниматься созданием приборов для ночных наблюдений, но ему не суждено было увидеть реализацию этой своей идеи — для снаряжённой по его же проекту полярной экспедиции капитана 1 ранга Василия Яковлевича Чичагова наряду с другими приборами было собрано 3 ночезрительных трубы; оптической системы, «через которую узнавать можно рефракцию светлых лучей, проходящих сквозь жидкие материи».
М. В. Ломоносовым разработан и построен оптический батоскоп или новый «инструмент, которым бы много глубже видеть можно дно в реках и в море, нежели как видим просто. Коль сие в человеческой полезно, всяк удобно рассудить может». Большой интерес представляет созданная учёным конструкция «горизонтоскопа» — большого перископа с механизмом для горизонтального обзора местности. Также им предложен прибор для качественного определения вязкости жидкостей (вискозиметр). М. В. Ломоносов — талантливый изобретатель и приборостроитель, в то же время стоит у истоков русской теоретической оптики.
М. В. Ломоносов, хорошо знавший телескопы Исаака Ньютона и Джеймса Грегори, предложил свою конструкцию. Он пишет в конце весны — начале лета 1762 года: «Я всегда лелеял желание, чтобы эти превосходные небесные орудия, коих изобретение составляет славу Ньютона и Грегори, не по размерам только, как это обычно происходило, возрастали, но получили и иные, почерпнутые из сокровищ оптики усовершенствования».
Суть и отличие от двух предыдущих предложенного им усовершенствования заключались в том, что новая конструкция имела лишь одно вогнутое зеркало, расположенное под углом около 4° к оси телескопа, и отражённые этим зеркалом лучи попадали в расположенный сбоку окуляр, что позволяло увеличить световой поток. Опытный образец такого телескопа был изготовлен под руководством М. В. Ломоносова в апреле 1762 года, а 13 мая учёный демонстрировал его на заседании Академического собрания. Изобретение это оставалось неопубликованным до 1827 года, поэтому, когда аналогичное усовершенствование телескопа предложил Уильям Гершель, такую систему стали называть его именем.

#### Теория электричества и метеорология
В 1752—1753 годах, занимаясь изучением атмосферного электричества, М. В. Ломоносов ставит задачу написания труда, посвящённого общей теории электричества. К работе над латинской рукописью учёный приступил только в апреле 1756 года, но уже в мае переключившись на «Слово о явлениях воздушных, от электрической силы происходящих», — оставляет первую, не завершив.
В незаконченную рукопись «Теории электричества, изложенной математически» исследователем включены отдельные разработанные им на тот момент к настоящему вопросу относящиеся положения: о тождественности атмосферного и искусственного электричества, о предопределяющем электрические явления движении частиц эфира и тому подобные. Рукопись начинается с плана, включающего восемь глав, из коих М. В. Ломоносовым закончена была только первая и частично — вторая. Рассматривая именования шести остальных разделов, можно прийти к выводу о том, что учёный имел в предположении попытку рассмотрения всех известных к тому времени электрических явлений, снабжая их осмыслением, опирающимся на понимание строения вещества в свете корпускулярной теории: «1. Содержит предварительные данные; 2. Об эфире и огне; 3. О строении чувствительных тел; 4. О получении природного электричества; 5. О получении производного электричества; 6. Объяснение искусственных явлений; 7. Объяснение природных явлений; 8.. О будущих успехах учения об электричестве».
В работах М. В. Ломоносова, посвящённых исследованию электричества особенно ценным является направленность их от качественных наблюдений к установлению количественных закономерностей — формированию основ теории электричества. Занимаясь этими исследованиями, он вместе с Георгом Вольфгангом Рихманом, и независимо от Бенджамина Франклин, добился наиболее убедительных результатов.
В ходе этих совместных с М. В. Ломоносовым исследований в 1745 году Г. В. Рихманом разработан первый электроизмерительный прибор экспериментального наблюдения — «электрический указатель», который, в отличие от уже использовавшегося электроскопа, был «снабжён деревянным квадрантом со градусной шкалой для измерения степени электричества» (Георг Вольфганг Рихман). «Громовая машина», созданная ими, имела принципиальные различия с приборами других учёных, в том числе и с «электрическим змеем» Бенджамина Франклина, давала возможность стабильного наблюдения при любом изменении электричества, содержащегося в атмосфере при любой погоде.
На очередном торжественном собрании Петербургской Академии Наук академики Г. В. Рихман и М. В. Ломоносов должны были сделать доклад об электричестве. 26 июля 1753 года во время опытов в ходе наблюдения грозовых явлений Г. В. Рихман был убит ударом молнии. Трагические обстоятельства были использованы противниками учёных: советник академической Канцелярии Иван Данилович Шумахер убедил президента Кирилла Григорьевича Разумовского отменить собрание. Своими энергичными действиями М. В. Ломоносов сумел убедить последнего изменить решение — подготовленный М. В. Ломоносовым латинский текст речи обсуждался на нескольких заседаниях, после которых учёный внёс в неё некоторые изменения.
26 ноября 1753 года им был сделан большой доклад — «Слово о явлениях воздушных, от электрической силы происходящих» и, что немаловажно — на русском. М. В. Ломоносовым была представлена его строго научная теория атмосферного электричества, которая в полной мере соответствует современным взглядам, данных явлений касающихся. В обстоятельных «Изъяснениях, надлежащих к Слову об электрических явлениях» (неотъемлемой части «Слова», сопровождаемой описанием наблюдений, опытов и пояснением чертежей и рисунков) учёный убедительно показывает, что результаты его самостоятельных исследований и, сделанные на их основе выводы, существенно отличаясь от найденного и показанного Б. Франклином, началом имеют предшествующие тому изыскания, относящиеся к значительно более раннему времени, — «сие слово было уже почти готово, когда я о Франклиновой догадке уведал» — отмечает он; в частности ода «Вечернее размышление о Божием величестве при случае великого северного сияния» (1743), напечатанная в 1747 году в «Риторике», со всей очевидностью указывает на выявленную им природу северного сияния. Далее, в своём письме академику А. Н. Гиршову который, в числе других, указывал на приоритет Бенджамина Франклина, он пишет: «α) …Винить меня не станет никто, так как произведения учёных столь поздно доходят до нас, особенно из Америки. β) Нисхождение верхней атмосферы Франклин только предполагал по догадке; я же вывожу его из внезапного наступления холодной погоды, о чём у Франклина нет никакого упоминания. γ) Я также произвёл расчёт и доказал, что верхний воздух не только может, но и должен стекать вниз, чего у Франклина нет и следа. δ) Мнение Франклина о северном сиянии совершенно расходится с моим. Ведь электрическую материю, необходимую для образования северного сияния, он старается привлечь с тропиков к полюсам; я же нахожу её в изобилии на месте; он не излагает, каким образом это происходит, а мимоходом в нескольких словах намечает свою догадку, а я подробнейшим образом изъясняю свою теорию; он не обосновал никакими аргументами, а я подкрепляю не только аргументами, но и объяснением явления».
Очень важно в рассмотрении М. В. Ломоносовым света и электричества, в контексте его корпускулярно-кинетической теории тепла, единое толкование их волновой природы.

#### Твёрдая ртуть
В декабре 1759 года М. В. Ломоносов и Иосиф Адам Браун первыми получили ртуть в твёрдом состоянии. Но важность этого успеха для М. В. Ломоносова выражалась в большей степени не фактом приоритета, а логикой аргументации ряда положений его корпускулярно-кинетической теории, и последовавшим успехом в классификации веществ — когда учёным первым в январе 1760 года, наряду с решением ряда других задач, была показана электропроводность и «ковкость» ртути, что стало основанием для отнесения этого вещества к металлам.

#### Прототип вертолёта
В рамках метеоисследований, в том числе измерений на разных высотах (температура, давление и т. д.), М. В. Ломоносов, независимо от идеи Леонардо да Винчи, чьи труды найдены много позже, разработал летательный аппарат вертикального взлёта — первый прототип вертолёта с двумя (предположительно соосными) винтами. Однако он не подразумевал пилотируемых полётов — только подъём метеоприборов.
Документы показывают, что учёный сделал его действующую модель По протоколу конференции Академии Наук (1754, июля 1; перевод с латинского) и в отчёте М. В. Ломоносова о научных работах в 1754 году (1755):
№ 4...Высокопочтенный советник Ломоносов показал изобретённую им машину, называемую им аэродромической [воздухобежной], которая должна употребляться для того, чтобы с помощью крыльев, движимых горизонтально в различных направлениях силой пружины, какой обычно снабжаются часы, нажимать воздух [отбрасывать его вниз], отчего машина будет подниматься в верхние слои воздуха, с той целью, чтобы можно было обследовать условия [состояние] верхнего воздуха посредством метеорологических машин [приборов], присоединённых к этой аэродромической машине. Машина подвешивалась на шнуре, протянутом по двум блокам, и удерживалась в равновесии грузиками, подвешенными с противоположного конца. Как только пружина заводилась, [машина] поднималась в высоту и потом обещала достижение желаемого действия. Но это действие, по суждению изобретателя, ещё более увеличится, если будет увеличена сила пружины и если увеличить расстояние между той и другой парой крыльев, а коробка, в которой заложена пружина, будет сделана для уменьшения веса из дерева. Об этом он [изобретатель] обещал позаботиться... / № 5 ...Делал опыт машины, которая бы, поднимаясь кверху сама, могла поднять с собою маленький термометр, дабы узнать градус теплоты на вышине, которая хотя с лишком на два золотника облегчилась, однако к желаемому концу не приведена.
Оригинальной аэродромической машины не сохранилось, имеющиеся в музеях модели являются реконструкциями.

#### География, навигация и геология
Ломоносов возглавлял географический департамент АН, руководил работой по созданию географического атласа, восстановил глобус после пожара, создал циркумполярную карту.
Определяя географию как комплексную науку, большую часть выводов учёный обосновывал по частным направлениям: в учениях об атмосфере, гидросфере, криосфере, каменной оболочке. Он пришёл к выводу о трёхслойности атмосферы. В нижнем слое протекают наиболее значительные изменения, отражающиеся на поверхности планеты. В частности, Ломоносовым сформулировано представление о конвективных, то есть восходящих и нисходящих токах воздуха и связанных с ними электрических явлениях. Средний слой отличается постоянством низкой температуры. Верхний не зависит от земной поверхности. Ломоносов обосновывал формирование морского и континентального климата, влияние высоты места на климатические условия и, естественно, отдавал должное влиянию широты местности в процессах климатообразования.
Учёный дал классификацию природных льдов, обосновал различия температуры льдообразования воды с различной минерализацией.
Он справедливо предположил наличие постоянного перемещения льдов из восточных секторов Арктики в сторону Атлантики.
Наиболее полное представление Ломоносова о строении земной поверхности и преобразованиях лика земного содержится в его работе «О слоях земных», которую называют началом русской научной геологии. Ломоносовым выдвинута гипотеза о существовании зон с быстрыми и медленными вертикальными движениями земной тверди в зависимости от силы «внутреннего огня», о первостепенном вкладе этих движений в происхождение крупнейших неровностей земной поверхности.
Ломоносов решительно был настроен на существенное совершенствование карт и атласов страны. Ломоносов сам принимал участие в составлении карт. В частности, им была подготовлена карта Арктики как обширного океанического пространства с предполагаемым положением берегов Северной Америки.
Учёный выдвинул идею систематического обновления географических карт через каждые 20 лет. В обновлении нуждался и Академический атлас. Ломоносов считал необходимым, чтобы в новом атласе были отражены явления социально-экономического характера. Материалы для атласа предполагалось в краткий срок собрать с помощью «географических запросов», разосланных в 1760 году по губерниям и уездам. В анкете содержалось 30 вопросов, десять из которых относились к физической географии, остальные — к экономической и природопользованию.
Ломоносов ввёл в научный оборот термины «экономическая география» и «экономическая ландкарта». Он глубоко интересовался демографией, став первым, обратившимся к ней в России — оной дисциплине посвящено его сочинение «О сохранении и размножении российского народа».
Учёный полагал, что в летнее время, благодаря прогреву Солнцем полярных областей, в середине Северного Ледовитого океана существует свободное ото льда пространство, позволяющее летом пройти на судах от Белого моря до Камчатки.
Он писал: «Северный океан есть пространное поле, где усугубиться может российская слава, соединённая с беспримерной пользой чрез изобретение восточно-северного мореплавания в Индию и Америку».
С этой целью в 1765 и 1766 годах были организованы две «секретные экспедиции» на трёх кораблях под командованием В. Я. Чичагова. Экспедиции достигли 80° 26’ (первая) и 80° 30’ (вторая) северной широты к северо-западу от Шпицбергена, и из-за тяжёлых льдов были вынуждены возвратиться в Архангельск. На тот момент это было самое большое продвижение на север на экспедиционных судах.

#### Охрана жизни и здоровья
В этом же труде содержатся многие идеи в области охраны здоровья и общественного здравоохранения.
Ещё ранее, в 1742 году в своём труде «Первые основания металлургии или рудных дел» он подробно осветил различные вопросы безопасности и гигиены труда «горных людей», организации их труда и отдыха, надёжность креплений грунта, безопасность переходов по лестницам, рациональность рабочей одежды. Им были изучены и многие другие вопросы безопасности труда, которые остро стояли тогда при производстве опасных работ.

## Вклад в развитие русского языка

### Риторика
В 1743 году написал «Краткое руководство к риторике» на русском языке. Основной труд Ломоносова по риторике так и называется — «Риторика» (1748). Эта книга стала, по сути, первой в России хрестоматией мировой литературы, включавшей также лучшие произведения отечественной словесности. Пособия Ломоносова были первыми общедоступными руководствами по красноречию. Само определение риторики у него традиционно:
Риторика есть наука о всякой предложенной материи красно говорить и писать, то есть оную избранными речами представлять и пристойными словами изображать на такой конец, чтобы слушателей и читателей о справедливости её удостоверить.
В «Риторике» выделены три традиционных раздела: об изобретении, украшении, расположении. В своём труде он выделяет собственно риторику — учение о красноречии вообще; ораторию — наставление к сочинению речей в прозе; поэзию — наставление к сочинению поэтических произведений. Первая попытка Ломоносова создать учебник риторики — событие большого исторического значения. На основе «Риторики» впоследствии были написаны учебники по русскому красноречию.

### Грамматика и теория стиля
Ломоносов был также автором первой научной русской грамматики. В «Российской грамматике» Ломоносов впервые для русского языка на основе научного подхода более чем 10 лет систематизированного исследования огромного объёма языкового материала обосновал нормативное употребление грамматических форм (включая их орфоэпические варианты) и категорий, а также лексико-фразеологических единиц. Любое речевое явление им рассматривалось с точки зрения смысловой ясности («вразумительности») и актуальности (распространённости) в речевой коммуникации середины XVIII в.: «обветшалых» и потому редких в «живом» употреблении, а следовательно, и незнакомых многим слов, речений, грамматических форм, или активно применяемых, современных.
«Российская грамматика» Ломоносова — нормативное описание русского языка, в которой излагается учение о частях речи. Орфоэпические рекомендации «Российской грамматики» опираются на специфику «московского наречия»: «Московское наречие не только для важности столичного города, но и для своей отменной красоты прочим справедливо предпочитается». Ломоносов ввёл понятие художественно-выразительных приёмов.
Разработал стилистическую систему русского языка эпохи классицизма — теорию трёх штилей (книга «Рассуждение о пользе книг церковных в российском языке»).

### Поэтическая теория и практика
М. В. Ломоносов осуществил совместно с Василием Кирилловичем Тредиаковским силлабо-тоническую реформу («Письмо о правилах российского стихотворства»), причём именно опыты Ломоносова были восприняты поэтами в качестве образцовых. Создал по немецкому образцу классический русский четырёхстопный ямб, первоначально «тяжёлый» полноударный (оды Иоанну Антоновичу, «Вечернее размышление»), затем облегчённый пропусками ударений.
Основоположник русской торжественной (обращённой к правителям) и философской оды. Поэзия Ломоносова насыщена научной, космической и натурфилософской образностью (дидактическое послание к Шувалову, «Размышления»); он внёс вклад в русскую сатиру («Гимн бороде», эпиграммы). Неоконченная поэма «Пётр Великий» стала попыткой национального эпоса. Многие строки Ломоносова стали крылатыми.
Науки юношей питают
Отраду старым подают.
Открылась бездна, звезд полна,
Звездам числа нет, бездне — дна.

### Литературное творчество
Ломоносов является автором пьес «Тамира и Селим» (1750) и «Демофонт» (1752), которые относят к первым русским трагедиям.

#### Поэтические переводы М. В. Ломоносова (Гораций и Анакреон)
И к самим ломоносовским переводам Анакреона и Горация и к судьбе их за 250 лет обращались многие словесники, литературоведы и лингвисты. Ещё А. Н. Радищев в упоминавшейся главе «Путешествия из Петербурга в Москву» пишет:
Не столп, воздвигнутый над тлением твоим, сохранит память твою в дальнейшее потомство. Не камень со иссечением имени твоего пренесет славу твою в будущие столетия. Слово твоё, живущее присно и во веки в творениях твоих, слово Российского племени, тобою в языке нашем обновлённое, прелетит во устах народных за необозримый горизонт столетий.
И перевод М. В. Ломоносова и эта аллюзия прямо или косвенно — породили череду поэтических обращений и к античному оригиналу, и к ломоносовскому его прочтению. Среди наиболее известных авторов Гавриил Романович Державин, Константин Николаевич Батюшков, Александр Сергеевич Пушкин, Александр Христофорович Востоков; в своём лексико-этимологическом анализе Л. А. Мусорина демонстрирует эволюцию феномена, напоминая о том, что к традиции этой причастны Сергей Алексеевич Тучков, Валерий Яковлевич Брюсов (три стихотворения), Владислав Фелицианович Ходасевич, В. Н. Крачковский (два стихотворения), Сергей Васильевич Шервинский, Николай Иванович Шатерников, Борис Владимирович Никольский, Яков Эммануилович Голосовкер, А. П. Семёнов-Тян-Шанский, Николай Фёдорович Фокков. Преобразовав наименование оды А. С. Пушкина, В. А. Жуковский устанавливает преемственность, идущую от Г. Р. Державина, который происхождением своего «столпа», в свою очередь, обязан радищевской метафоре, на что и указывает публицист Валерий Ефимович Ронкин. Но наиболее полное представление об этой традиции даёт коллекция Гая Михайловича Севера, пополняя список переводчиков 30-й оды Горация «К Мельпомене» (лат. «Ad Melpomenen»), более известной именно как «Памятник», следующими именами: В. А. Алексеев, П. Бобцов, Н. В. Вулих, В. В. Капнист, Б. Лапков, П. Ф. Порфиров, Г. М. Север, С. Суворова и А. А. Фет.
Интересна такая деталь во «взаимоотношениях» творчества М. В. Ломоносова как поэта-переводчика с творчеством одиннадцати других русских поэтов, в числе которых Г. Р. Державин и А. С. Пушкин: вместе с другими оба последних в своих персонифицированных «Памятниках» воспроизводят смысловую ошибку первого, допущенную в переводе «Памятника». Филолог Л. А. Мусорина отмечает: «М. В. Ломоносов не понял оригинальный текст 30-й оды Горация и тем самым породил литературную традицию: из девятнадцати авторов одиннадцать написали свои „Памятники“ с упоминанием мест будущей славы». Речь идёт о неверно истолкованном М. В. Ломоносовым упоминании Горацием топонима и антропонима как двух топонимов, что привело к изменению смысла довольно существенного указания Горация на свою первенственную роль в переложении Эолийской песни на Италийский лад, следствием чего явилось получившее распространение образное указание на якобы географическую широту его славы. По тем или иным причинам (недостаточное ли владение латынью, влияние ли авторитета М. В. Ломоносова) названные переводчики воспроизводят эту ошибку. В то же время, на художественной ценности произведений это, конечно, никак не отразилось, мало того, в этом отношении «ошибка» М. В. Ломоносова, освободив горациевский образ от очень конкретной экзотической принадлежности — придала ему расширительное значение универсальной выразительности — а что это, как ни атрибут иррациональной сущности истинного творчества?
Литературовед Л. В. Омелько рассматривает ломоносовский текст как универсальное целое, где значение имеют и мысли поэта и форма их выражения. Одно из последних стихотворных произведений М. В. Ломоносова, «Разговор с Анакреоном» предлагается расценивать как своеобразное «художественно-философское завещание». Примером поэтического силлогизма М. В. Ломоносов даёт в «Риторике» свой перевод «Памятника» Горация, но в отличие от Г. Р. Державина и А. С. Пушкина, как теперь с уверенностью можно сказать, следовавших этому переводу — не проецирует его на оценку собственного творчества, что в некоторой степени он осуществляет посредством «Разговора с Анакреоном», олицетворяющим синтез глубины философской мысли и поэтического мастерства стихотворца.
Возвращаясь к пушкинским критическим заметкам, приведём его слова, где говорится о времени М. В. Ломоносова, и снова — о нём самом, и если здесь о его поэзии — очень мало, то о личности «росского Пиндара» и об отношении к нему А. С. Пушкина некоторое представление составить можно:
Державин исподтишка писал сатиры на Сумарокова и приезжал как ни в чём не бывало наслаждаться его бешенством. Ломоносов был иного покроя. С ним шутить было накладно. Он везде был тот же: дома, где все его трепетали; во дворце, где он дирал за уши пажей; в Академии, где, по свидетельству Шлецера, не смели при нём пикнуть. Не многим известна стихотворная перепалка его с Дмитрием Сеченовым по случаю «Гимна бороде», не напечатанного ни в одном собрании его сочинений. Она может дать понятие о заносчивости поэта, как и о нетерпимости проповедника. Со всем тем Ломоносов был добродушен. Как хорошо его письмо о семействе несчастного Рихмана! В отношении к самому себе он был очень беспечен, и, кажется, жена его хоть была и немка, но мало смыслила в хозяйстве... Ломоносов, рождённый в низком сословии, не думал возвысить себя наглостию и запанибратством с людьми высшего состояния (хотя, впрочем, по чину он мог быть им и равный). Но зато умел он за себя постоять и не дорожил ни покровительством своих меценатов, ни своим благосостоянием, когда дело шло о его чести или о торжестве его любимых идей... Послушайте, как пишет он этому самому Шувалову, предстателю мус, высокому своему патрону, который вздумал было над ним пошутить. «Я, ваше высокопревосходительство, не только у вельмож, но ниже́ у Господа моего Бога дураком быть не хочу»... В другой раз, заспоря с тем же вельможею, Ломоносов так его рассердил, что Шувалов закричал: «Я отставлю тебя от Академии!» — «Нет, — возразил гордо Ломоносов, — разве Академию от меня отставят». Вот каков был этот униженный сочинитель похвальных од и придворных идиллий!
А вот ещё одно мнение А. С. Пушкина о поэзии М. В. Ломоносова (О предисловии г-на Лемонте к переводу басен И. А. Крылова):
...Науки точные были всегда главным и любимым его занятием, стихотворство же — иногда забавою, но чаще должностным упражнением. Мы напрасно искали бы в первом нашем лирике пламенных порывов чувства и воображения. Слог его, ровный, цветущий и живописный, заемлет главное достоинство от глубокого знания книжного славянского языка и от счастливого слияния оного с языком простонародным. Вот почему преложения псалмов и другие сильные и близкие подражания высокой поэзии священных книг суть его лучшие произведения. Они останутся вечными памятниками русской словесности; по ним долго ещё должны мы будем изучаться стихотворному языку нашему; но странно жаловаться, что светские люди не читают Ломоносова, и требовать, чтобы человек, умерший 70 лет тому назад, оставался и ныне любимцем публики. Как будто нужны для славы великого Ломоносова мелочные почести модного писателя!

#### Критика поэзии М. В. Ломоносова
Известно, по крайней мере, два образца критической оценки поэтического наследия М. В. Ломоносова: А. С. Пушкина — в его произведении третьего, если не четвёртого плана — не слишком известных «разнородных путевых заметках» эссе—перифразе радищевского «реального путешествия» — в «Путешествии из Москвы в Петербург» (впервые изданных под этим условным наименованием в 1933 году), и в главе «Чёрная грязь» радищевского же «Путешествия», цитируемой тем же Пушкиным, который так говорит о последнем, излагая далее своё мнение:

В конце книги своей Радищев поместил слово о Ломоносове. Оно писано слогом надутым и тяжёлым. Радищев имел тайное намерение нанести удар неприкосновенной славе росского Пиндара. Достойно замечания и то, что Радищев тщательно прикрыл это намерение уловками уважения и обошёлся со славою Ломоносова гораздо осторожнее, нежели с верховной властию, на которую напал с такой безумной дерзостью. Он более тридцати страниц наполнил пошлыми похвалами стихотворцу, ритору и грамматику, чтоб в конце своего слова поместить следующие мятежные строки:

Мы желаем показать, что в отношении российской словесности тот, кто путь ко храму славы проложил, есть первый виновник в приобретении славы, хотя бы он войти во храм не мог. Бакон Веруламский недостоин разве напоминовения, что мог токмо сказать, как можно размножать науки? Недостойны разве признательности мужественные писатели, восстающие на губительство и всесилие, для того что не могли избавить человечества из оков и пленения? И мы не почтём Ломоносова, для того, что не разумел правил позорищного стихотворения и томился в эпопее, что чужд был в стихах чувствительности, что не всегда проницателен в суждениях и что в самых одах своих вмещал иногда более слов, нежели мыслей.

Ломоносов был великий человек. Между Петром I и Екатериною II он один является самобытным сподвижником просвещения. Он создал первый университет. Он, лучше сказать, сам был первым нашим университетом. Но в сём университете профессор поэзии и элоквенции не что иное, как исправный чиновник, а не поэт, вдохновенный свыше, не оратор, мощно увлекающий. Однообразные и стеснительные формы, в кои отливал он свои мысли, дают его прозе ход утомительный и тяжёлый. Эта схоластическая величавость, полуславенская, полулатинская, сделалась было необходимостию: к счастию, Карамзин освободил язык от чуждого ига и возвратил ему свободу, обратив его к живым источникам народного слова. В Ломоносове нет ни чувства, ни воображения. Оды его, писанные по образцу тогдашних немецких стихотворцев, давно уже забытых в самой Германии, утомительны и надуты. Его влияние на словесность было вредное и до сих пор в ней отзывается. Высокопарность, изысканность, отвращение от простоты и точности, отсутствие всякой народности и оригинальности — вот следы, оставленные Ломоносовым. Ломоносов сам не дорожил своею поэзиею и гораздо более заботился о своих химических опытах, нежели о должностных одах на высокоторжественный день тезоименитства и проч. С каким презрением говорит он о Сумарокове, страстном к своему искусству, об этом человеке, который ни о чём, кроме как о бедном своём рифмичестве, не думает!.. Зато с каким жаром говорит он о науках, о просвещении! Смотрите письма его к Шувалову, к Воронцову и пр.

В «филиппиках» Пушкина и Радищева выражено их частное мнение: в первом случае — поэта уже другой эпохи, других вкусов — когда многое из сравнительно недавно минувшего — «осьмнадцатого века, века од» — было переоценено. Именно в это время «проглядели» и Ломоносова-естествоиспытателя; но если тот же Радищев, чьё поколение начало эту переоценку, берёт на себя смелость сказать, что «Ломоносов не достиг великости в испытаниях природы», то Пушкин от такого «приговора» воздерживается и, дав в этих же своих заметках чрезвычайно подробный реестр научных публикаций естествоиспытателя, ограничивается общими хвалебными эпитетами. Малоизвестное до поры критическое мнение Пушкина о Ломоносове-гуманитарии вступает в противоречие с уже известными нам восторженными оценками именно Ломоносова-гуманитария в других публикациях того же Пушкина.

### Научная терминология
Михаил Васильевич создал основы русского научного языка; ему удалось исключительно удачно перевести с латинского языка основные физические и химические термины.
Ломоносов впервые ввёл в русский язык и науку множество новых научных терминов, которые большей частью закрепились и в быту. Часть из них явилось транскрипцией и транслитерацией устоявшихся или только ещё вводимых в научную лексику терминов: атмосфера, микроскоп, минус, полюс, формула, периферия, горизонт, диаметр, радиус, пропорция, барометр, манометр, эклиптика, метеорология, оптика, вязкость, кристаллизация, материя, эфир, селитра, сулема, поташ… и тому подобных. Другие представляют собой кальки терминов, присутствовавших в научном тезаурусе, или неологизмы. По разным источникам к ним относят следующие: градусник (от латинского слова градус — ступенька), предложный (падеж), зажигательное (стекло), огнедышащие (горы), преломление (лучей), равновесие, негашёная (известь), горизонтальный, вертикальный, квадрат, кислота, удельный (вес), квасцы, сферический, электрический.

### М. В. Ломоносов о журналистах и научной публицистике
Весьма показательным примером причастности М. В. Ломоносова к разным дисциплинам, его публицистической и просветительской активности, является «Рассуждение об обязанностях журналистов при изложении ими сочинений, предназначенное для поддержания свободы философии» (1754). Это достаточно отчётливая зона соприкосновения разных его интересов, показатель его гражданской, нравственной позиции. Актуальность этого «манифеста» очевидна, причём — не только относительно научно-популярных публикаций — много шире подразумеваемое за этими словами…
Всем известно, сколь замечательны и быстры были успехи наук, достигнутые ими с тех пор, как сброшено ярмо рабства и его сменила свобода философии. Но нельзя не знать того, что злоупотребление этой свободой причинило очень неприятные беды, количество которых было бы далеко не так велико, если бы большинство пишущих не превращало писание своих сочинений в ремесло и орудие заработка средств к жизни, вместо того, чтобы поставлять себе целью строгое и правильное разъяснение истины. Отсюда проистекает столько рискованных положений, столько странных систем, столько противоречивых мнений, столько отклонений и нелепостей, что науки уже давно задохлись бы под этой огромной грудой, если бы учёные объединения не направили своих совместных усилий на то, чтобы противостоять этой катастрофе. Лишь только было замечено. что литературный поток несёт в своих водах одинаково и истину и ложь, и бесспорное и небесспорное и что философия, если её не извлекут из этого состояния, рискует потерять весь свой авторитет. Вот откуда произошли как академии, так — равными образом — и объединения, ведающие изданием журналов.
Поводом к рассуждению явилась публикация немецкого журналиста, исказившего смысл ломоносовского исследования, извратившего суть естественнонаучного труда, обсуждаемого в рецензии, до противоположных выводов. Своим следствием эта статья имела появление целого ряда некомпетентных публикаций, «изобличающих несостоятельность учёного М. В. Ломоносова», — острокритических выпадов в его адрес других учёных. Вот конкретное указание самого М. В. Ломоносова на эти ошибки рецензента:
Не следует упускать из виду ещё одного, последнего признака спешки, которую наш судья считает возможным сочетать со своей строгостью, хотя они и несовместимы. Он воображает, будто г-н Ломоносов в своём «Прибавлении к размышлениям об упругости воздуха» имел главным образом в виду исследовать «то свойство упругого воздуха, благодаря которому его сила пропорциональна его плотности». Он ошибается и обманывает других, высказывая такое суждение. При несколько большей внимательности он увидел бы и прочитал бы, что дело идёт здесь именно о противоположном и что утверждается необходимость — для уплотнения воздуха — наличия сдавливающих сил в тем более значительной степени, в чём более узкие пределы заключён этот воздух, отсюда следует, что плотность не пропорциональна силам.
Учёный сознаёт в себе силы не только отстоять справедливость собственных суждений, но и выступить с критикой вульгарного толкования предмета естественнонаучной принадлежности вообще — он считает долгом дать программу, которой рекомендует следовать тем из пишущей братии, кто берётся за это ответственное дело, не имея должной осведомлённости,— какими нравственными принципами им руководствоваться, беря на себя смелость изложения и критики вопросов сложных для понимания — в том числе, как показывает опыт — и самого критика.

### Оценка вклада в развитие русского языка
«В отечественной филологической историографии сложилось научно обоснованное представление об основополагающей роли М. В. Ломоносова в процессе формирования русского национального литературного языка (наряду с огромным влиянием на судьбы нашего языка Н. М. Карамзина и классиков русской литературы во главе с А. С. Пушкиным).
Видные деятели культуры конца XVIII — первой трети XIX в. и авторитетные исследователи истории русского литературного языка подчёркивали роль Ломоносова как великого реформатора русского языка, определившего пути его развития в статусе языка национального».

## Другие гуманитарные науки
С пятидесятых годов учёный облекает плоды размышлений и исследований в живую форму своих речей, произносимых на собраниях Академии и в качестве представителя науки перед общественностью — когда он свободно высказывает свои теоретические взгляды, не стесняясь требований полноты и строгости академического мемуара — и здесь, объединив в своём лице оратора, естествоиспытателя, популяризатора научного знания и литератора — он «даёт указания, выражает надежды, вырабатывает планы новых снарядов и опытов, приводит … результаты собственных изысканий в лаборатории и кабинете».

#### История
К основным историческим трудам М. В. Ломоносова относятся «Древняя российская история от начала российского народа до кончины великого князя Ярослава Перваго или до 1054 года…» (Санкт-Петербург, 1766); «Краткий Российский летописец с родословием» (Санкт-Петербург, 1760); «Описание стрелецких бунтов и правления царевны Софии» (сочинение, которое Вольтер почти дословно включил в свою раблту «История Российской империи при Петре Великом», Амстердам, 1761).
«Древняя Российская история от начала российского народа до кончины великого князя Ярослава Первого, или до 1054 года» был издан уже после смерти автора. «Краткий российский летописец с родословием» стал первым учебником русской истории. Здесь в сжатой форме излагаются все основные события русской истории с 862 по 1725 год. Эта книга облегчала пользование летописями и другими историческими документами, давала краткий, но содержательный свод исторических фактов. Ещё при жизни Ломоносова «Летописец» был переведён на немецкий язык, а затем дважды, в 1767 и 1771 годах, переиздавался. В 1767 году вышел его английский перевод. В своём «Несторе» Шлёцер постоянно ссылается на своих предшественников и современников и обычно ставит Ломоносова рядом с Татищевым, Миллером, Щербатовым. В историографической главе Шлёцер ставит Ломоносова на первое место и пишет: «Тут сжалился профессор химии Ломоносов и написал Краткий Российский Летописец. Он принялся было и за большее сего сочинение, но довёл его только до 1054 г.; по смерти его Академия напечатала этот отрывок в 1766 г. (140 стр.) с моим (хотя переделанным) предисловием. И то и другое переведено на немецкий язык: Краткий летописец — Штелином младшим (1767), второе издание 1771 (исправленное мною, как сказано в предисловии к оному), а Древняя Российская история — Бакмейстером, которая переведена также и на французский язык. Таким образом вышло довольно сносное руководство к русской истории».
Исторические труды Ломоносова представляют собой исследования, которые основаны на широком применении различных источников, российской и иностранной литературы. Так, в своём академическом отчёте о работе над «Древней Российской историей…» он отмечает: «…читал для собрания материй к сочинению Российской истории Нестора, Законы Ярославли, большой Летописец, первый том работы Татищева, книги Крамера, Вейселя, Гелмонда, Арнольда и другие, из которых брал… выписки и примечания, всех числом 653 статьи…»; «читал российские академические летописи без записок, чтобы общее понятие иметь пространно о деяниях российских».
Ломоносов считал, что по причине отсутствия «достоверного описания деяний российских» лишь «весьма немногое знание имеют о том, как возрастали пределы государства, росло его могущество и слава» и «коль тяжкими затруднениями подвержено было» существование «российского народа». В результате и «затмевается древнего российского народа славное имя», и остаются неизвестными "примеры мужественных поступков и премудрых поведений… Все это не может не побудить «горячее усердие к отечеству» и зовёт «пособить сему недостатку». Значение исторической науки для Ломоносова заключалось в пропаганде наилучших традиций Отечества; он признавал роль истории в воспитании связи поколений: «Велико есть дело смертными и преходящими трудами дать бессмертие множеству народа, соблюсти похвальных дел должную славу, и, пренося минувшие деяния в потомство и в глубокую вечность, соединить тех, которых натура долготою времени разделила».
Ломоносов — один из основателей славянской школы. Комплекс исторических его взглядов включал идеи древности славянского этноса, древнего происхождения «российского» (русского) народа, полицентричности российской истории, связи между полицентризмом и полиэтничностью и др.
Ломоносов удревнял историю славян. Он прилагал усилия, чтобы обнаружить «дальную древность славенского народа». Он был последователем «сарматской теории» происхождения славян. «Дальная древность» и сарматская теория требовались для обоснования имперских исторических претензий. В широком расселении славян в Европе Ломоносов усматривал грядущие границы Российской империи. Ломоносов использовал сведения Синописа и писал о родстве русских с роксоланами и сарматами. Он также выводил древнейших славян («венедов») из Трои, утверждая, что они участвовали в Троянской войне, а затем заселили область Венето. Отрицая скандинавское происхождение названия «русь», авторы славянской школы стремились найти его истоки на самых различных землях и во все эпохи. Ломоносов воспроизвёл версию Степенной книги XVI века о происхождении Рюрика из пруссов, которые, по этой версии, находились в родстве с римскими императорами. Ломоносовым впервые была высказана идея исконной связи русов с островом Рюген. Ломоносов выступил против немецкой концепции становления Русского государства в середине XVIII века, в период когда в российской науке и государственном аппарате имелось существенное немецкое влияние. Идеи Ломоносова отражали настроения «русской партии», недовольной «немецким засильем». Он писал: «Немало имеем свидетельств, что в России толь великой тьмы невежества не было, какую представляют многие внешние писатели». В отношении официально принятой тогда в России «августианской легенды» Спиридона-Сатаны о происхождении московских царей от Пруса (мифического брата римского императора Августа) Ломоносов занимал осторожно-скептическую позицию: «вероятности отрещись не могу; достоверности — не вижу».

Варяжская проблема, которую Ломоносов не связывал с началом русской истории, была для него второстепенной: он продвигал идею не хронологической определённости российской государственности, а древность и самобытность славян и русской культуры. Ломоносов отвергал норманнскую теорию, ссылаясь среди прочего на «Окружное послание патриарха Фотия». В своей полемике с Герхардом Фридрихом Миллером Ломоносов утверждал, что отвергать на основании исторической критики такие официально одобренные легенды, как посещение Андреем Первозванным Руси политически опасно, что Миллер умышленно принижает достоинство русских и что задача историографии — подчёркивать величие и древность русского народа, а о тёмных страницах в его истории следует умалчивать (в то же время Ломоносов был согласен с Августом Людвигом Шлёцером, что недопустимо выдумывать исторические факты); он высказался против публикаций работ Миллера по русской истории, кроме сибирской. Впоследствии происходили официальное расследование и обыск у Миллера, в котором Ломоносов лично участвовал.
К тезоименитству императрицы Елизаветы Петровны в 1749 году Г. Ф. Миллером было написано сочинение «Происхождение народа и имени российского», в котором использованы материалы скандинавских саг о нападениях норманнов на их восточных соседей. Автор связал с этим известное по летописям призвание варягов и согласно летописям выводил династию Рюриковичей от них, как и само название Русь. В ответ Ломоносов заявил, что если бы Миллер умел, «то он бы Россию сделал толь бедным народом, каким ещё ни один и самый подлый народ ни от какого писателя не был представлен».
В отношении научных исторических изысканий Миллер стоял на явных объективистских позициях, он утверждал, что историк «должен казаться без отечества, без веры, без государя… все, что историк говорит, должно быть строго истинно, и никогда не должен он давать повод к возбуждению к себе подозрения в лести». В этом и заключалось основное расхождение позиций Миллера и Ломоносова. По мнению А. С. Мыльникова, в диспуте Ломоносова и Миллера 1749—1750 годов «столкнулись два методологических подхода — один, представленный Миллером, восходящий к рационалистической критике раннего немецкого Просвещения, и другой, представленный Ломоносовым, сочетавший просветительские представления с элементами поэтики русского барокко, сцементированные идеями национального патриотизма». Миллер настаивал на необходимости различать историческое исследование и «панегерическую речь» и считал, что негативные примеры из прошлого обладают не меньшим воспитательным значением, чем положительные. Кроме того, Миллер, в отличие от Ломоносовым, не ставил своей целью создать национальный исторический дискурс, он рассматривал свою задачу не в качестве политической или патриотической, но как сугубо научную, связанную с получением нового знания.
В 1761 году Ломоносов передал И. И. Шувалову написанный им трактат «О сохранении и размножении русского народа», где выдвинул принцип сбережения народа в качестве одного из главных направлений политики государства: «Начало сего полагаю самым главным делом: сохранением и размножением российского народа, в чём состоит величество, могущество и богатство всего государства, а не в обширности земель без обитателей». Во многих других работах Ломоносов также описывает исторические события и даёт им оценки. Его исторические труды были переведены на немецкий, французский, английский языки.
Ломоносов возвеличивал Петра I, указывал на заслуги этого правителя в развитии российской промышленности, торговли, в разработке недр, организации регулярной армии и флота, отмечал вклад в распространение просвещения и преодоление «отсталости» России.
В 1754 году Ломоносовым было выдвинуто предложение для Академии наук составить «медалическую историю», которая отразила бы деятельность Петра I, Екатерины I, Петра II и Елизаветы Петровны. Свои проекты он представил к трём медалям. Кроме того, им была поставлена задача создания национальных кадров историков. В письме 1754 года к И. И. Шувалову он, высказывая предложения о создании Московского университета, писал о необходимости наличия на философском факультете профессора истории, профессора древностей и критики, на юридическом факультете, по его мнению, необходим профессор «политики, который должен показывать взаимные поведения, союзы и поступки государств и государей между собою, как были в прешедшие веки и как состоят в нынешнее время». В рамках проекта нового регламента Академии наук от 1764 года Ломоносовым было высказано предложение добавить специальный параграф о введении должности историографа, задачей которого будет собирание исторических сведений о России и издание трудов по российской истории. Этому историографу следует предоставить доступ к государственным архивам, он должен быть «надежным и верным», не склонным в своих исторических работах «ко шпынству и посмеянию». Сам Ломоносов стал членом Исторического собрания, которое было учреждено в составе Петербургской академии наук в 1748 году.
В рукопись Вольтера «История России при Петре Великом» Ломоносов внёс существенные поправки и подготовил значительную часть материалов. В IV и V главах своей «Истории» Вольтер почти дословно воспроизвёл сочинение Ломоносова «Описание стрелецких бунтов и правления царевны Софьи», оговорив это в примечаниях.
Другие современники Ломоносова, как российские, так и западные, в отличие от Шлёцера, оценили его исторические работы невысоко, в частности, Вольтер счёл возведение славян к троянцам приёмом средневековой, а не современной историографии. Известной особенностью средневековой литературы был компилятивный принцип, возводивший в наивысшую заслугу учёного пересказ всего, что писалось по данному вопросу до него, а его оппоненты не знали русский и церковнославянский языки, и в этом отношении Ломоносов был грамотнее их. Но не придавали серьёзного значения его работам также Михаил Михайлович Щербатов, Николай Михайлович Карамзин и другие. Новый интерес к историческим работам Ломоносова связан с почвенническим движением XIX в. и с «борьбой с космополитизмом» в 1940—1950-е гг., когда исторические заслуги Ломоносова ставились выше остальных.
Работы Ломоносова легли в основу историософской традиции России, которая, хронологически предшествовала теоретико-методологическому подходу. Подход Ломоносова в области познания находился в русле общей тенденции русской интеллектуальной мысли, акцентировавшей внимание на проблемах историософии, вопросах о смысле истории. Исторические идеи Ломоносова предвосхитили принцип историзма XIX века, согласно которому истоки идентичности нации, народа, социального института следует искать в их прошлом. Его историческое наследие середины XVIII века критически оценивалось авторами русской исторической школы во второй половине XIX века, в период расцвета последней, в связи с различиями исследовательских парадигм. С негативной критикой воспринимал идеи Ломоносова С. М. Соловьева. Он писал, что в работах Ломоносова отсутствует системное изложение истории, анализ политических и социальных отношений. Соловьев опирался на собственную историческую концепцию рационально-позитивистского понимания теории и методологии историчности. Более мягкой была позиция В. О. Ключевского, который отмечал недостатки риторической истории, объясняя их неразработанностью исследовательской методологии. Мнение Ключевского определялось уровнем критериев историзма XIX века.
Советские историографы относили Ломоносова к «либерально-дворянскому направлению» в российской историографии XVIII века.
Историк Л. С. Леонова, заместитель декана исторического факультета МГУ по научной работе (в отзыве к 300-летия со дня рождения Ломоносова в 2011 году) высоко оценивала его вклад в российскую историческую науку, но отмечала, что он не был профессиональным историком. По её мнению, исторические труды являются научными изысканиями первопроходца в российской исторической науке и публицистическими произведениями. Его работы по истории были направлены на формирование национального самосознания, воспитание патриотизма, утверждение экономической и политической независимости Российского государства, культурный рост народа. В то же время, по её словам, они свидетельствуют о его профессиональном подходе к вопросам освещения русской истории. Применяемые им «указания на принципы подбора источников, использование методов исследования, концептуальные оценки исторического процесса, внимание к методологическим аспектам исследования, в частности, периодизации, позволяют говорить о Ломоносове-историке». По её словам, «Ознакомление с деятельностью М. В. Ломоносова, его научными идеями, гражданскими позициями не теряет своей актуальности и в настоящее время. С его именем связаны любовь к Отечеству, гордость за свой народ, понимание роли науки и образования в развитии общества, вера в великое будущее России». Как историка Ломоносова рассматривает Российская академия наук.

#### Педагогические идеи
Научные основы воспитания. Считал главнейшими составными элементами познания: чувственное восприятие, теоретические обобщения и опытную проверку результатов. «Идеями называются представления вещей или действий в уме нашем…». «Из наблюдений установлять теорию, через теорию исправлять наблюдения — есть лучший всех способ к изысканию правды». Природу человека М. В. Ломоносов рассматривал иерархически: «нижняя», чувственная, эгоистическая и «высшая», духовная, патриотическая.
Идеи, на которых строится педагогическая теория М. В. Ломоносова. Положение народа можно улучшить посредством распространения культуры и просвещения. Выступал сторонником бессословной системы образования вплоть до университета. Отстаивал идею светскости образования и получения молодыми поколениями основ научных знаний. Связывал формирование человека с конкретными социально-историческими условиями его жизни, с уровнем развития общества в целом.
Воспитание. Был сторонником принципа природосообразности. Воспитатель должен руководствоваться факторами естественного природного развития ребёнка. «Чаще природное дарование без науки, нежели наука без природного дарования к похвале и добродетели способствовали». Природные особенности детей считал основой и источником их развития, рекомендовал педагогам строить обучения с учётом склонностей детей. Цель воспитания — формирование человека-патриота, главными качествами которого должны быть высокая нравственность, любовь к науке, знаниям, трудолюбие, бескорыстное служение родине.
Отводил большую роль воспитанию « … Молодых людей нежные нравы, во все стороны гибкие страсти и мягкие их и воску подобные мысли добрым воспитанием управляются». Исходил в воспитании из принципов гуманизма и народности. Метод и условие воспитания — порядок и дисциплина.
Нравственное воспитание. Качества нравственно воспитанного человека: патриотизм, милосердие, трудолюбие. Пороки нравственности: леность, скупость, малодушие, лукавство, злоба, лицемерие, упрямство, самохвальство и др.
Образование. Видел органическую связь воспитания и обучения, ратовал за взаимосвязь физического и нравственного воспитания и умственного развития. Выступил впервые в русской педагогике сторонником синтеза классического, естественнонаучного и реального образования. Был сторонником классно-урочной системы как наиболее продуктивной для развития ума и памяти. Был за домашние задания и экзамены. Отводил в процессе обучения значительное место практике, постановке опытов, отмечал практическое значение знаний. Русский язык ценил очень высоко, выдвинул идею воспитательного значения русского языка.
Вклад в развитие педагогики. Разработал впервые в России педагогическую теорию, методологической основой которой явилось материалистическое мировоззрение, разграничение науки и религии. Был организатором науки и просвещения. Написал первую грамматику русского языка.

## Изобразительное искусство

### Мозаики
Продвижение двух центральных идей, связанных со стеклоделием, с развитием основанной им науки о стекле, с производством художественного стекла, смальт — о фабрике и о мозаичной мастерской — шло много успешней, чем некогда строительство первой лаборатории.
В это время Ломоносов уже не какой-то безвестный адъюнкт, а профессор Академии. О его открытиях знают за границей, его имя часто звучит при дворе императрицы. «Враждебные ему группировки мелких академических людишек не смеют поднять свой голос и стараются мешать и вредить исподтишка».
Неукротимая энергия учёного, решительность, способствовали тому, что его чаяниям суждено было сбыться: в специальной пристройке к его дому на Васильевском острове открывается мастерская для набора мозаичных картин, и в ней он начинает занятия с первыми своими учениками — художниками-мозаичистами Матвеем Васильевичем Васильевым и Ефимом Тихоновичем Мельниковым. А сам М. В. Ломоносов был первым в России человеком, который начал на собственном опыте и своими руками осваивать технику мозаичного набора. Он демонстрирует свойства безошибочного художественного чутья, благородный пафос замыслов; имея трезвый взгляд на искусство, М. В. Ломоносов в кратчайший срок становится руководителем группы художников, прославившихся созданием первоклассных мозаичных картин, по качествам своим сравнимых с лучшими живописными произведениями.
Профессор химии и советник Академии г-н Михаил Ломоносов начал изготовлять удивительный запас окрашенных стеклянных сплавов всех оттенков, какие только можно придумать, резать их на мелкие и мельчайшие кубы, призмы и цилиндры и сначала удачно выполнил в мозаике образ Божьей матери с несравненного оригинала Солимены, в два фута высотой и полтора шириной. За этот удачный опыт он заслужил честь всемилостивейшего одобрения Ея императорского величества и большое вознаграждение. А Её величество отвела этой картине место среди икон в [своих] апартаментах.
Якоб Штелин сообщает о созданных в 1756 году «погрудном портрете Петра I и его дочери [Анны] — блаженной памяти герцогини Голштинской…», как достоинства он отмечает то, что «в портрете герцогини кружева исполнены из одних только маленьких осколков белого литика, и вообще швы набора или промежутки между кусочками смальты не видны более и наполовину так отчётливо, как в первых картинах, где между ними можно было положить почти мизинец». В то же время, В. К. Макаров находит, что как раз «исполненный Ломоносовым портрет Петра I. набранный крупными, неправильной формы кусками колотой смальты, является драгоценной реликвией высокой художественной культуры XVIII века и даёт один из самых выразительных, одухотворённых образов Петра». В 1757 году М. В. Ломоносов представят Сенату программу, в которой намечается сооружение над могилой Петра Великого мозаичного монумента, а всю крепостную церковь — «выложить мозаичными картинами». В 1761 году Сенат поручил ему исполнение этого прекрасного, по словам того же Я. Штелина, проекта, уплатив несколько тысяч рублей «заранее или на подряд».

#### Полтавская баталия
Ломоносов со всей энергией взялся за осуществление своих, хоть и «урезанных», но грандиозных для возрождения мозаики, замыслов, он начинает подготовку к созданию монументального панно «Полтавская баталия», для набора которой нужно было написать картину (картон). Был нанят «хороший городской живописец Л. З. Кристинек (ученик Фанцельта — копииста Грота)», которому в помощь даны были «жалкие новички из академической живописной школы и подобная же пара бедняг из Канцелярии от строений», как характеризует «членов исполнительской группы» Я. Штелин. И они «слепили» 14 футов длиной и 9 футов высотой «ужасно красивую и большую картину, которая должна была представлять Полтавскую баталию» (нем. ein abscheulich schön und großes Gemählde).
Мозаику такого размера завершили поздней осенью 1764 года, заключив в золочёную чеканную медную раму. Во время приезда в том же году в мастерскую на Мойке австрийского посла для осмотра «Полтавской баталии», М. В. Ломоносова вынесли из дома в креслах, поскольку болезнь ног уже не позволяла ему ходить.
После завершения этой работы М. В. Ломоносов начал немногим меньшую картину для мозаичного панно «Покорение Азова в 1696 году», но его кончина в следующем году прервала работу. Созданный Бухгольцом эскиз, вместе с тремя другими, которые должны были последовать за ней, М. В. Ломоносов намеревался поручить подправить её Торелли, но тот не принял всерьёз композицию, заявив, что «подправка» обернётся полной переделкой, на что М. В. Ломоносов выругался, оставшись при своём намерении….
Мнения о даровании М. В. Ломоносова как художника, если и не расходятся до противоречия, то дают его понимание, естественно, в различном преломлении. Искусствовед В. К. Макаров предоставляет оценку уже с высоты ретроспективного взгляда на роль его творчества, в большей степени независимо, нежели Я. Штелин — с неизбежными, но и закономерными для его современного явлению восприятия — обескураженностью и некоторым скепсисом, в значительной мере обусловленным бессознательным, но искренним сочувствием энергии и энтузиазму дерзновенного дилетанта, не имеющего способных исполнителей. И если первый справедливо сопоставляет ломоносовские мозаики с «монументальной мозаичной живописью нового времени», которая берёт своё начало как раз в масштабности и монументальности задуманного и осуществлённого М. В. Ломоносовым, то второй — констатирует, что для эскизов и картонов, служивших этому воплощению в натуре, не нашлось достойных живописцев, низводя роль мозаики до прикладной функции имитации живописи, хоть бы и монументальной, без осознания ценности её самостоятельных пластических особенностей. В то же время, именно понимание особенностей мозаики позволяло Ломоносову сознавать и отсутствие надобности досконального следования картону в материале, когда многое придёт к единству за счёт этих уникальных пластических свойств модульного набора.
Во всяком случае, именно Якоб Штелин, конечно, будучи потрясён, но и желая верить в целесообразность задуманного, предостерегал М. В. Ломоносова от создания мозаики по той «жалкой картине», которую представляла собой подготовленная работа; с другой стороны, вероятно, он, как и многие другие, в том числе профессиональные художники, не способен был во всей полноте представить ясно видевшееся М. В. Ломоносову, и уже созданное, в конце концов, своими масштабами и выразительностью ошеломившее Я. Штелина; не умея рисовать, М. В. Ломоносов, тем не менее, обладал очень ценным для художника даром обобщения, и способность к абстрагированию давала ему широту видения условного, монументального — свободу от натуралистического буквализма, тенётами которого обременено было восприятие «художественной правды» его оппонентов по этой части, в том числе и Я. Штелина. Большой знаток творчества последнего, К. В. Малиновский, объективно характеризует уровень и способность понимания им деятельности М. В. Ломоносова, отмечая, что «представления о художественной ценности мозаичных работ (восхищение иллюзорностью, имитацией масляной живописи) свидетельствуют, что в данном вопросе Штелин следовал вкусам своей эпохи и не мог быть беспристрастным арбитром. Ломоносов был ближе к нынешнему пониманию живописности картины и, соответственно, мозаики».
Первый современник-исследователь творчества М. В. Ломоносова даёт исчерпывающий каталог его наследия в мозаичном искусстве — ни одна другая посвящённая этому работа уже не содержит такой полноты документальных сведений о сделанном им. Здесь названы известные портреты Петра I и П. И. Шувалова, «Полтавская баталия», несколько других знакомых по различным экспозициям произведений, сохранившихся или упоминаемых исследователями: «Апостол Пётр» (1761), св. Александр Невский (1757—1758), погрудный профиль Екатерины II (1763), портрет великого князя Петра Фёдоровича (1758—1759), портрет великой княгини Елизаветы Петровны (1758—1760), портрет графа М. И. Воронцова (1765); но Якоб Штелин упоминает ряд произведений самого М. В. Ломоносова и его мастерской, не упоминаемые никакими другими источниками: портрет великого князя Павла Петровича, два пейзажа (1765—1766), портрет графа Г. Г. Орлова (1764), св. Пётр (с картины П.-П. Рубенса).
Подводя итог этому последнему разделу творчества М. В. Ломоносова, завершающему его служение и науке и искусству, Н. Н. Качалов в таких словах отмечает основные его результаты:
Разработана и внедрена в лабораторную практику подлинно научная методика экспериментального исследования с соблюдением строгого постоянства условий опытов, с точным учётом наблюдаемых явлений, с систематизированным хранением образцов и с ведением лабораторного журнала.
Проведено первое, строго научное капитальное исследование действия на стекло разнообразных минеральных красителей и заложены начала методики изучения влияния состава стекла на его свойства.
При крайне ограниченном количестве известных в то время минеральных красителей разработана рецептура многочисленных цветных стёкол с применением самых передовых методов химико-лабораторного экспериментирования.
Разработана богатейшая палитра мозаичных смальт.
Осуществлено внедрение методики варки цветных стёкол и производство, в результате чего отечественные стекольные заводы начали выпускать разнообразно расцвеченные художественные изделия.

Построена стекольная фабрика, передовая по оборудованию и методам работы, предназначенная для производства различных художественных изделий из цветного стекла по технологии, разработанной Ломоносовым.

## Отношения с Синодом
В 1743 году М. В. Ломоносов написал «Утреннее размышление о Божием величестве», содержащее гипотезы о процессах на солнце, получившие научное подтверждение только в середине XIX века, — и «Вечернее размышление о Божием величестве при случае великого северного сияния», неоднократно публиковавшееся при жизни автора; особую ценность вторая ода представляет, о чём сказано выше, для научного объяснения природы северного сияния (задолго до и корректнее Бенджамина Франклина). М. В. Ломоносов выступает с позиций естествоиспытателя, нигде и никогда не отрицая бытия Божия.
Но в конце 1756 — начале марта 1757 года он пишет направленный против обскурантизма антиклерикальный «Гимн бороде» — предположительно, в адрес одной конкретной персоны — архиепископа Сильвестра Кулябки (по словам М. В. Ломоносова, когда он досадил «одной из сих пустых бород», за неё вступились «и прочие»). При жизни учёного стихотворение не публиковалось, распространялось в списках; местонахождение подлинника неизвестно. В ответ на эту сатиру, воспринятую духовенством на свой счёт вообще, 6 марта 1757 года Синодом во всеподданнейшем докладе императрице высказана просьба «таковые соблазнительные и ругательные пасквили истребить и публично сжечь, и впредь то чинить запретить, и означенного Ломоносова для надлежащего в том увещевания и исправления в Синод отослать». Предположения относительно раскольников в виде центрального объекта сатиры, несмотря на имеющиеся косвенные основания к тому, давно признаны несостоятельными — об этом говорит и тот факт, что сатира эта затронула именно высшее духовенство (см. выше). Просьба Синода была оставлена без последствий, а доклад, «подобно и прежним жалобам на Ломоносова, не навлёк на него никакой ответственности, и через несколько дней… он был назначен советником академической канцелярии».
Уже после обращения Синода, воспользовавшись возможностью уязвить М. В. Ломоносова, по тому же поводу с особой яростью обрушился на него гуманитарий В. К. Тредиаковский (небезосновательно — в списках «гимна», как показывает анализ, затронута и его персона), сам в юности подозревавшийся духовенством в атеизме.
Известно более позднее стихотворение-эпиграмма на ту же тему, также приписываемое Ломоносову (местонахождение подлинника неизвестно). Впервые опубликовано П. Пекарским
О страх! о ужас! гром! ты дёрнул за штаны, 

Которы подортом висят у сатаны. 

Ты видиш, он зато свирепствует [и] злится, 

Диравой красной нос, халдейска печь, дымится
Сложные отношения М. В. Ломоносова с Синодом были обусловлены формальным конфликтом научных представлений, сложившихся к тому времени, и церковных догматов, — тем же желанием учёного, последовательно руководствуясь логикой научного миропонимания, противодействовать обскурантизму. Достаточно сказать, что Синодом была запрещена изданная в 1740 году в Санкт-Петербурге в переводе книга Бернара ле Бовье де Фонтенеля «Разговоры о множестве миров», где излагалась система Коперника; изуродован цензурой перевод аналогичной по содержанию книги Александра Поупа «Опыт о человеке» (1757).
В «Явлении Венеры» М. В. Ломоносов пишет:
Некоторые спрашивают, ежели-де на планетах есть живущие нам подобные люди, то какой они веры? Проповедано ли им евангелие? Крещены ли они в веру Христову? Сим даётся ответ вопросный. В южных великих землях, коих берега в нынешние времена почти только примечены мореплавательми, тамошние жители, также и в других неведомых землях обитатели, люди видом, языком и всеми поведениями от нас отменные, какой веры? И кто им проповедал евангелие? Ежели кто про то знать или их обратить и крестить хочет, тот пусть по евангельскому слову («не стяжите ни злата, ни сребра, ни меди при поясех ваших, ни пиры на пути, ни двою ризу, ни сапог, ни жезла») туда пойдёт. И как свою проповедь окончит, то после пусть поедет для того ж и на Венеру. Только бы труд его не был напрасен. Может быть тамошние люди в Адаме не согрешили, и для того всех из того следствий не надобно. «Многи пути ко спасению. Многи обители суть на небесех». При всём сём христианская вера стоит непреложна. Она Божиему творению не может быть противна, ниже́ей Божие творение, разве тем чинится противность, кои в творения божия не вникают.
Являясь убеждённым сторонником гелиоцентрической модели и предположений о множественности обитаемых миров, последнему М. В. Ломоносов видел косвенное подтверждение в установленном им наличии атмосферы у Венеры. В своём «Прибавлении» к «Явлению Венеры» учёный ставит вопрос: противоречат ли эти идеи учению церкви? Сопоставив цитаты из Священного писания и православных богословов, он показывает разность задач религии и науки — у них нет оснований для того, чтобы противостоять друг другу. Он пишет для «Прибавления» весьма убедительные стихи «Случились вместе два астронома в пиру ….», правда, допуская некоторую вольность: на месте Птоломея должен был бы быть Тихо Браге — «Другой, что Солнце все с собой планеты водит …» — это его система, а не Птолемея.
В своём проекте «О сохранении и размножении российского народа» (1761) М. В. Ломоносов высказывается относительно несообразностей в понимании некоторых церковных обычаев, но соображения эти, кроме идей переноса дней постов и, соответственно, церковных праздников, никоим образом не противоречат мнениям разумных православных пастырей и отцов церкви на этот счёт (например, о неумеренном разговении, начётничестве и буквализме в исполнении отдельных обрядов и т. д.).

## Оценки деятельности
Подводя итоги своей деятельности, приблизительно в мае 1764 года М. В. Ломоносов выбирает из всего своего творчества то, что представляется ему наиболее важным. Результатом этого анализа явилось описание девяти «открытий», из которых четыре (1—3, 6) имеют отношение к исследованиям, основанным на его корпускулярном учении и гипотезе о вращательном движении составляющих тела частиц (3 — физическая химия, теория растворов), остальные относятся к минералогии и геологии (4), изучению электрических явлений (5) и гравиметрии (7—9).
Обзор важнейших открытий, которыми постарался обогатить естественные науки Михайло Ломоносов
Обзор важнейших открытий, которыми постарался обогатить естественные науки Михайло Ломоносов, статский советник е. и. в. всея России, действительный член Санкт-Петербургской Академии Наук и ординарный профессор химии, почётный член Академии Художеств, там же учреждённой, а также королевской Стокгольмской академии и Болонского института.
1.
На Новых комментариях Петербургской Академии, том I, напечатаны Размышления о причине теплоты и холода, где доказывается, что сила теплоты и разное напряжение её происходит от внутреннего вращательного движения собственной материи тел, различно ускоряемого, а холод объясняется замедленным вращением частичек. После априорного и апостериорного доказательства всего этого выставляется на дневной свет ясное понимание и геометрическое познание этого основного в природе явления, составляющего сущность остальных явлений, и устраняются смутные домыслы о некоторой бродячей, беззаконно скитающейся теплотворной материи.
2.
Диссертация о причине упругости воздуха приводит жаждущего более обоснованной естественной науки к механическому объяснению причины упругости, исключающему предположение о том, что причина кроется в упругих частичках, но согласованному во всех своих выводах с нашей теорией теплоты.
3.
Основанная на химических опытах и физических началах теория растворов есть первый пример и образец для основания истинной физической химии, особенно потому, что явления объясняются по твёрдым законам механики, а не на жидком основании притяжения.
4.
В физической республике не было ясного представления о явлениях, производимых природою в царстве минеральном, в недрах земли. Металлурги, когда приходилось им обращаться к другим областям знания, не шли дальше практической химии и ограничивались обычно ссылками на скрытые свойства, пока упомянутый профессор Ломоносов, вооружившись физикой и геометрией, в диссертации О светлости металлов (Новые комментарии, т. I) и в Слове о рождении металлов от трясения земли, произнесённом в публичном собрании... года, не показал, как далеко можно двинуться таким путём в раскрытии и основательном объяснении подземных тайн.
5.
В своём Слове об электрических явлениях, происходящих в воздухе, на основании открытого, объяснённого и доказанного им опускания верхней атмосферы в нижнюю даются вполне приемлемые (если не угодно назвать их несомненными) объяснения внезапных холодов, сил молний, северных сияний, хвостов великолепных комет и т. д. Из этих причин причина северного сияния установлена путём опытов и наблюдений в течение только что прошедшей зимы, о чём и ниже.
6.
В Слове о происхождении света и цветов, произнесённом в публичном собрании Академии... года, показывается, сколь прочно и правильно несравненными мужами Картезием и Мариоттом установлена теория света и числа цветов. Здесь также предлагается новая элементарная система и вводится новое, доселе неизвестное свойство первичных элементов, обозначенное названием «освещение»; утверждается, что оно — причина весьма многих явлений природы, обусловленных мельчайшими корпускулами. Автор в скором времени и весьма основательно подтвердит это новыми доказательствами.
7.
В рассуждении о большей точности морского пути, прочитанном в публичном собрании Академии... года, в §... описывается центроскопический маятник и в конце добавлен образчик записей, показывающих его колебания. Производимые до сего дня в течение более пяти лет наблюдения доказали с несомненностью изменения центра тяжести, так как последние 1) периодичны, 2) приблизительно соответствуют лунным движениям, 3) во всякое время года, при любом состоянии атмосферы, при натопленной и нетопленной печке, до и после полудня всегда дают при наблюдениях одинаковые периоды.
8.
В этой работе в § описывается запаянный барометр или, если угодно, амонтонов воздушный термометр. В этом инструменте подмечено нечто любопытное, а именно, что изменения высоты ртути (хотя обычное отверстие сосуда запаяно наглухо и действие изменчивой тяжести атмосферы вполне исключено) по большей части согласуются с изменением обыкновенного барометра, что весьма наглядно доказывает изменение высоты обыкновенного барометра не только от различного давления атмосферы. Не зависит это и от различной температуры и изменившейся благодаря этому упругости заключённого в сосуде воздуха, так как термометр, находящийся возле или даже внутри сосуда, показывает другое. Кто угодно может проделать этот опыт, запаяв наглухо открытое колено барометра. Причина этого явления имеет громадное значение в метеорологических вопросах.
9.

Из того что установлены бесспорным образом изменения показаний центроскопического маятника и центра, к которому стремятся весомые тела, необходимо следует, что и тяжесть тел непостоянна. Чтобы исследовать это, автор озаботился устройством машины, содержащей упругую стальную спиральную пружину, применяемую в больших часах; по устранении всякого трения она при нагрузке в 26 унций чувствует и отчётливо показывает на шкале увеличение веса на 1/10 грана.
Пушкин так характеризует деятельность Ломоносова:
Ломоносов обнял все отрасли просвещения. Жажда науки была сильнейшею страстью сей души, исполненной страстей. Историк, ритор, механик, химик, минералог, художник и стихотворец, он всё испытал и всё проник: первый углубляется в историю отечества, утверждает правила общественного языка его, даёт законы и образцы классического красноречия, с несчастным Рихманом предугадывает открытие Франклина, учреждает фабрику, сам сооружает махины, дарит художественные мозаические произведения, и наконец открывает нам истинные источники нашего поэтического языка
Пушкин также сказал о Ломоносове:
Ломоносов был великий человек. Между Петром I и Екатериной II он один является самобытным сподвижником просвещения. Он создал первый университет. Он, лучше сказать, сам был первым нашим университетом.
Более двухсот лет Ломоносов прославляется в русской культуре как «отец» русской науки, литературы и, в более общем плане, обучения. Эпизоды его биографии хорошо знакомы в России. Героические сказания, описывающие явление сына простого рыбака с далёкой северной окраины России, декламировались поколениями российских и советских школьников. Легендарным стало неутомимое познание мира Ломоносовым, которое достигло кульминации в период его продуктивной работы в Санкт-Петербургской Академии.

## Изучение и популяризация наследия Ломоносова
Попытки изучения биографии Ломоносова были предприняты ещё в 1768 году. Академики Иван Лепёхин и Николай Озерецковский с 1768 по 1772 год включительно изучали родину Ломоносова (записки Озерецковского о Двинской земле, Холмогорах), а также биографию учёного, они узнали о его роде и детских годах.
Затем секунд-майор Пётр Челищев в 1791 году побывал на Курострове, записав воспоминания двинянина Варфоломеева и соседей о юности Ломоносова на его малой родине, и даже поставил первый деревянный памятник учёному (не имея на большее средств). С 1860—1870-х годов до начала XX века интерес исследователей к наследию, важнейшему вкладу в культуру России М. В. Ломоносова возрос, происходил анализ его естественнонаучных работ. Труды Петра Билярского, Ариста Куника, Антона Будиловича, Петра Пекарского и Владимира Ламанского положили начало превращению изучения наследия Ломоносова в научную дисциплину.
В работе над академической биографией М. Ломоносова были использованы материалы, собранные А. А. Куником. На основе их вышел также «Сборник материалов для истории Императорской Академии наук в XVIII веке» (1865), который посвящён жизни и литературной деятельности В. К. Тредиаковского и М. В. Ломоносова.
В 1865 году была издана книга Дмитрия Перевощикова «Труды Ломоносова по физике и физической географии». Математик и астроном Д. М. Перевощиков был одним из первых, кто проводил систематические исследования и занимался популяризацией научного наследия Ломоносова. Позднее А. С. Будилович издал труды «Об учёной деятельности Ломоносова по естествознанию и филологии» (1869), «Ломоносов, как писатель. Сборник материалов для рассмотрения авторской деятельности Ломоносова» (1871).
Большую работу по изучению естественнонаучного корпуса трудов Ломоносова проделал Борис Николаевич Меншуткин, давший в результате своей деятельности возможность получить представление как об опубликованных в редких изданиях, так и о не опубликованных вообще трудах М. В. Ломоносова, найдя их, переведя с латыни и издав лабораторные журналы, рукописи и программы исследований учёного. Будучи сам химиком и историком науки, Меншуткин дал профессиональную оценку вклада М. В. Ломоносова в развитие идей о сохранении массы вещества. Им опубликованы монографии «Ломоносов как физикохимик» (1904) и «Первый русский учёный» (1915), сборники «Рукописи Ломоносова в Академии наук СССР» (1937) и «Труды М. В. Ломоносова по физике и химии» (1936). Б. Н. Меншуткин редактировал собрание сочинений М. В. Ломоносова, осуществлявшееся в 1891—1948 годах. Эти труды явились важным вкладом в осмысление роли естествоиспытателя не только в основных направлениях его исследований, но и с точки зрения методологии науки.
Много сделал для понимания деятельности Ломоносова и её должной оценки президент Академии наук Украины Владимир Вернадский, чьё имя в ряду русских естествоиспытателей по праву соседствует с именем первого русского учёного («Ломоносов XX века»), Вернадский возглавлял комиссию по изучению наследия в канун 150-летнего юбилея его первой лаборатории.
Термин «ломоносововедение» закрепился в науке. Директор академического Музея М. В. Ломоносова Энгель Петрович Карпеев определяет ломоносововедение как:
…изучение биографии, научного наследия и вклада Ломоносова в науку и культурный процесс… Ломоносов был сложнейшим явлением своего времени, совмещавшим в себе народные корни, религиозность, монархические настроения, естественно-научный рационализм, просветительство и мн. др., поэтому в «ломоносововедении» с самого момента его зарождения высказывались самые различные, иной раз противоположные оценки его жизни и творчества. Началом «ломоносововедения» можно считать появившиеся сразу же после смерти Л. оценки современников.
В Северном (Арктическом) федеральном университете, располагающемся в городе Архангельске, существуют дисциплины «Ломоносововедение» по ряду специальностей.
В 1992 году в Архангельске был создан Межрегиональный Ломоносовский фонд, одной из основных задач которого является просветительская деятельность. Основной идеей, лежащей в основе организации фонда, является продолжение подвижнической деятельности Ломоносова, направленной на возрождение лучших традиций российской науки, культуры, просвещения на Русском Севере. По инициативе фонда ведётся подготовка пятитомной «Поморской энциклопедии», в 2006 году организован Научно-культурный центр «Ломоносовский дом» в Архангельске, создан конкурс имени М. В. Ломоносова научно-исследовательских и внедренческих работ по проблемам охраны окружающей среды Архангельской области.

## Ломоносов в изображении художников
По определению Петра Капицы (в речи «Ломоносов и мировая наука», 1961), «до нас не дошёл хороший портрет Ломоносова. Портреты и гравюры, которые обычно воспроизводятся, сделаны посмертно и являются копиями с одного и того же оригинала, написанного неизвестным и малоодарённым художником. Только бюст работы Шубина, лично знавшего Ломоносова, даёт нам его живой и одухотворённый образ».

## Факты и легенды о Ломоносове
Был увлекающейся натурой, порой — пылкой; вполне авторитетные источники указывают на примеры несдержанности с его стороны в отношении равных, о «продерзостях» и «неучтивых поступках». История его пребывания в Германии сохранила свидетельства «беспорядочности» его тамошней жизни. Известны скандальные эпизоды уже петербургской его бытности… «…Схватя болван, на чём парики вешают, и почал всех бить и слуге своему приказал бить всех до смерти…» — объявляет его «жертва», украсив свой рассказ душераздирающими подробностями об этом «коммунальном» столкновении с «рукоприкладством» и «до полусмерти побитием», которое обернулось для М. В. Ломоносова следствием и непродолжительным заключением… Обо всём этом сохранились не только анекдоты, но и свидетельские показания.
В своих суждениях и оценках он прям — не прибегает к эвфемизмам и «сглаживанию углов», когда пишет о кознях и непотребных инсинуациях своих недоброжелателей: «…Таубертовой комнатной собачки — Румовского. Тауберт, как только увидит на улице собачку, которая лает на меня, тотчас готов эту бестию повесить себе на шею и целовать её под хвост. И проделывает это до тех пор, пока не минует надобность в её лае; тогда он швырнёт её в грязь и натравливает на неё других собак» (письмо Леонарду Эйлеру; 21 февраля 1765).

Характеристика
Физические качества: выдающейся крепости и силы почти атлетической. Например, борьба с тремя напавшими матросами, которых одолел и снял с них одежду.
Бурный — образ жизни простонародный.
Умственные качества: жадный к знанию, исследователь, стремящийся к открытию нового.
Моральные качества: неотёсанный, с подчинёнными и домашними строг. Стремление к превосходству, пренебрежение к равным.
Вот эпизод с грабителями в другом изложении:
Однажды в прекрасный осенний вечер пошёл он один-одинёшенек гулять к морю по Большому проспекту Васильевского острова. На возвратном пути, когда стало уже смеркаться, и он проходил лесом по прорубленному проспекту, выскочили вдруг из кустов три матроса и напали на него. Ни души не было видно кругом. Он с величайшею храбростию оборонялся от этих трёх разбойников: так ударил одного из них, что он не мог не только встать, но даже долго не мог опомниться; другого так ударил в лицо, что тот весь в крови изо всех сил побежал в кусты; а третьего ему уже не трудно было одолеть; он повалил его (между тем, как первый очнувшись, убежал в лес), и держа под ногами, грозил, что тотчас же убьёт, если не откроет он ему, как зовут двух других разбойников и что они хотели с ним сделать. Этот сознался, что они хотели только его ограбить, а потом отпустить. «А, каналья, вскричал Ломоносов, так я же тебя ограблю!» И вор должен был тотчас снять свою куртку, холстинный камзол и штаны, и связать всё это в узел своим собственным поясом. Тут Ломоносов ударил ещё полунагого матроса по ногам, так что тот упал и едва мог сдвинуться с места, а сам, положив на плеча узел, пошёл домой со своими трофеями, как с завоёванною добычею...
В 1748 году написал оду в честь очередной годовщины со дня восшествия императрицы Елизаветы Петровны на престол, за что был награждён двумя тысячами рублей. Поскольку в 1748 году ещё не было бумажных денег, золото в обращении практически отсутствовало, а серебра же не хватало, М. В. Ломоносов премию в 2000 рублей получил только медными монетами и был вынужден привезти её на нескольких подводах, так как она весила 3,2 тонны.

## Адреса Ломоносова в Санкт-Петербурге
- 1 января — 23 марта 1736 года — Бывший дворец царицы Прасковьи Фёдоровны (не сохранился).
- 23 марта — 8 сентября 1736 года — Двор новгородских семи монастырей на 1-й линии Васильевского острова «от Большой Невки на левой стороне» — Университетская набережная, между 1-й и 2-й линиями Васильевского острова (не сохранился).
- 8 июня 1741 года — 9 сентября 1757 года — Бонов дом — 2-я линия Васильевского острова — между Средним и Малым проспектами Васильевского острова (не сохранился)[177]
- 9 сентября 1757 — 4 апреля 1765 года — Усадьба М. В. Ломоносова на Мойке — Большая Морская, 61 (условно; между Большой Морской и Почтовой улицами), подле Ягужинского трактира — перестроен, участок объявлен охранной зоной[178]
- 1 января — 8 июня 1736 года; 8 июня 1746 года — 4 апреля 1765 года — Санкт-Петербургская Академия наук — Университетская набережная, 1 (не сохранился); Университетская набережная, 3 (сохранился).
- 29 января — 1 марта 1762 года — Петербургская императорская фарфоровая фабрика, Шлиссельбургский тракт — Проспект Обуховской Обороны, 151 (здание перестроено)[179].

## Памятники

### В России
- В Архангельске
- В Краснодаре
- В Ломоносове
- В Ростове-на-Дону
- В Санкт-Петербурге

- На Воробьёвых горах
- Памятник Ломоносову на Воробьёвых горах (вблизи)
- На Моховой улице

#### Памятники Федерального значения
- Памятники архитектуры Федерального значения

Усадьба М. В. Ломоносова на Мойке — Большая Морская, 61 — Объект культурного наследия № 7810071000 // Реестр объектов культурного наследия Викигида. 

- В Великом Новгороде на Памятнике «1000-летие России» среди 129 фигур самых выдающихся личностей в российской истории (на 1862 год) есть фигура М. В. Ломоносова.

### За пределами России
В Днепре (Днепропетровск), Украина, возле Национальной горной академии. Демонтирован в январе 2023 года.
- Памятник на территории университетского городка в Марбурге (Германия). Установлен в 2012 году. Бронза, высота 2 метра, изображает юного учёного, в его руке — уменьшенная копия главного здания МГУ. Скульптор — Андрей Юрьевич Орлов[180].
- В историческом центре саксонского Фрайберга одна из небольших площадей носит имя Ломоносова, на ней установлен бюст, а на месте мастерской профессора Генкеля (Фишерштрассе, 39/41) открылся Дом Ломоносова, имеющий музейную часть[181].

- В Харькове, Украина (демонтирован в 2024 году)
- В Горна-Оряховице, Болгария
- В Гомеле, Беларусь. Установлен на улице М. Ломоносова (мкр. Костюковка)

## Память
Имя М. В. Ломоносова было присвоено производственным, научным и учебным заведениям.
2011 год, год 300-летия со дня рождения М. В. Ломоносова, ЮНЕСКО объявил Годом М. В. Ломоносова. Правительством России был создан Организационный комитет по подготовке и проведению юбилея М. В. Ломоносова и утверждён план основных мероприятий.

### Учебные заведения и научные учреждения
- Московский государственный университет имени М. В. Ломоносова (МГУ им. М. В. Ломоносова)
- Московский механико-электротехнический институт им. М. В. Ломоносова (Ломоносовский институт)
- Ломоносовский институт геохимии, минералогии и петрографии АН СССР в Москве
- Северный (Арктический) федеральный университет имени М. В. Ломоносова
- Одесский технологический институт пищевой промышленности имени М. В. Ломоносова
- Московский государственный университет тонких химических технологий имени М. В. Ломоносова (МИТХТ им. М. В. Ломоносова)[182]
- Ряд школ в России и в Казахстане
- Стипендия для обучения крестьянских детей в Архангельской гимназии во второй половине XIX века[183]

### Учреждения промышленности, транспорта и энергетики
- Ломоносовский фарфоровый завод
- Аэропорту Домодедово присвоено имя М. В. Ломоносова.
- «Академик Ломоносов» — первая плавучая атомная электростанция (ПАТЭС)
- Имя Михаила Ломоносова носило рефрижераторное судно Латвийского Морского Пароходства.

### Названы в честь…
В честь Ломоносова были названы:
- Ломоносов — город в составе Санкт-Петербурга.
- Многочисленные улицы, ряд сёл и районов.
- Космические объекты — кратер на Луне, кратер на Марсе и астероид (1379) Ломоносова, открытый Григорием Николаевичем Неуйминым.
- Хребет Ломоносова, полуостров Ломоносова и течение Ломоносова.
- Минерал ломоносовит[кат.][184][185].

### Премии и награды имени Ломоносова
- Большая золотая медаль имени М. В. Ломоносова — высшая награда Российской академии наук.
- Премии имени М. В. Ломоносова МГУ.
- Орден Ломоносова — учреждён в 2000 году Общероссийской общественной организацией «Академия проблем безопасности, обороны и правопорядка», которая является общественным объединением учёных по изучению и обобщению достижений мировой и отечественной науки, по содействию научно-техническому, социально-экономическому прогрессу и практическому использованию его достижений в интересах безопасности, обороны и правопорядка России[186],[187].
- Премии имени М. В. Ломоносова Правительства Архангельской области, г.о. Архангельск и Ломоносовского фонда (учреждены в 1998 г., вручаются по 4 номинациям)[188].
- Премии имени М. В. Ломоносова Правительства Архангельской области и г. Северодвинска[189].

Ранее присуждавшиеся
- Ломоносовская премия — основана в 1865 году и вручалась Императорской Академией наук России с 1867 по 1917 год.

### В филателии
- Почтовые марки СССР и России
- 1925 год
- 1945 год
- 1949 год
- 1949 год
- 1949 год
- 1955 год
- 1956 год
- 1961 год
- 1961 год
- 1961 год
- 1986 год
- 2004 год
- 2011 год

### В нумизматике
- Памятные монеты России
- 1992 год, первая памятная монета ЦБ РФ номиналом 100 рублей. Золото
- 2005 год, 3 рубля, серебро. 250-летие основания МГУ
- 2011 год, 2 рубля, серебро. К 300-летию со дня рождения
- 2015 год, памятная монета 10 рублей

Кроме того, 19 ноября 1986, к 275-летию со дня рождения Ломоносова, Госбанк СССР выпустил памятную монету номиналом 1 рубль из медно-никелевого сплава.

### В кино
- Сын рыбака (1928) — фильм Александра Ивановского. В роли — Николай Симонов.
- Михайло Ломоносов (фильм, 1955) — фильм Александра Иванова. В роли — Борис Ливанов.
- «Дым отечества» (1980) — фильм Ярополка Лапшина. В роли — Михаил Зимин.
- Михайло Ломоносов (фильм, 1986) — фильм Александра Прошкина. В роли — Виктор Степанов (в зрелые годы), Игорь Волков (в молодости) и Александр Михайлов (в отрочестве).
- «Михаил Ломоносов» — документальный фильм, ТРК «Цивилизация», 2004 год (автор — Лев Николаев, режиссёр — Виктор Ющенко, оператор — Виктор Дурандин)[190].
- «Великая». В роли — Дмитрий Быковский-Ромашов.
- «Екатерина». В роли — Павел Ворожцов.